# 安城市

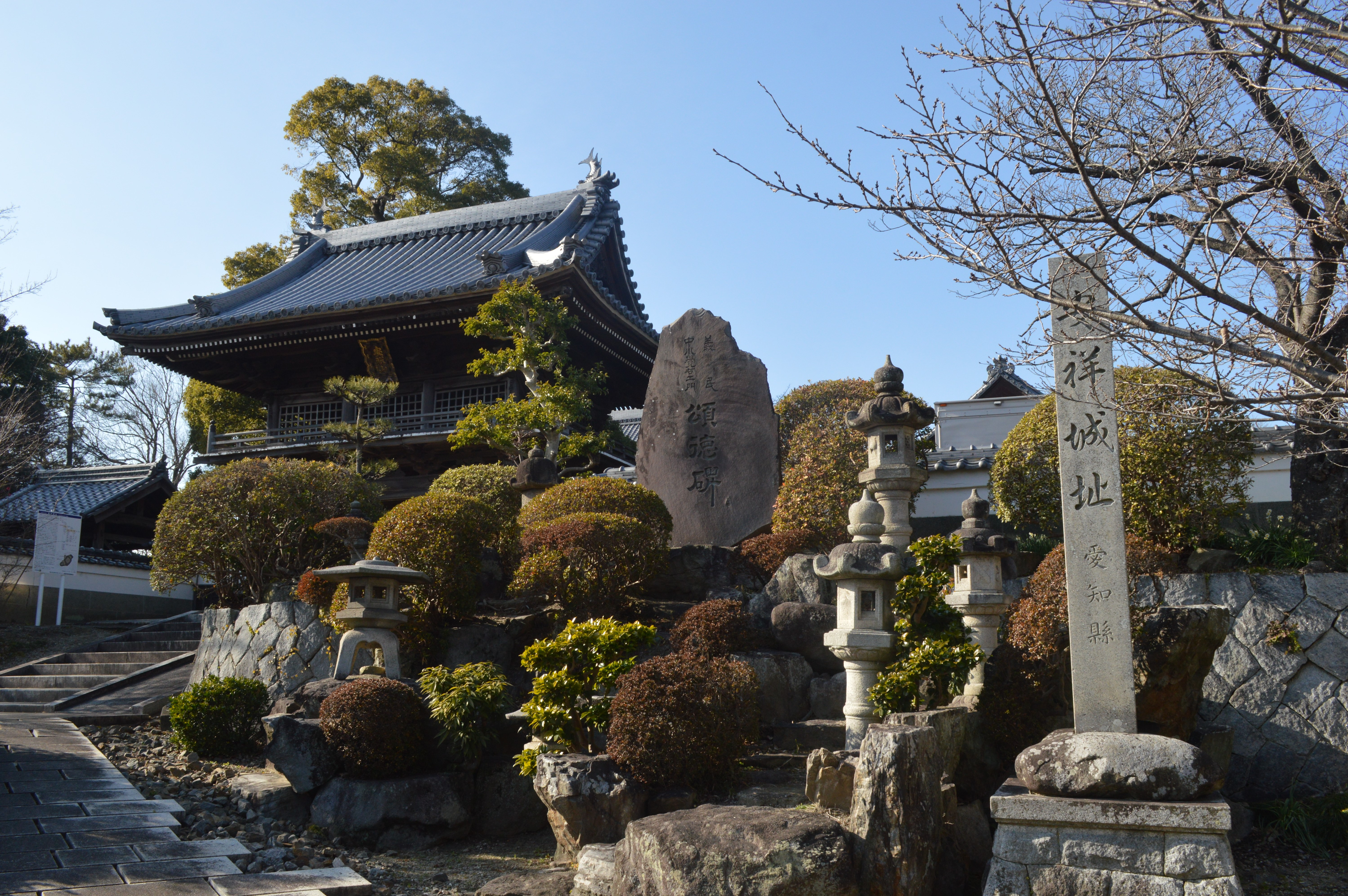
安祥城址

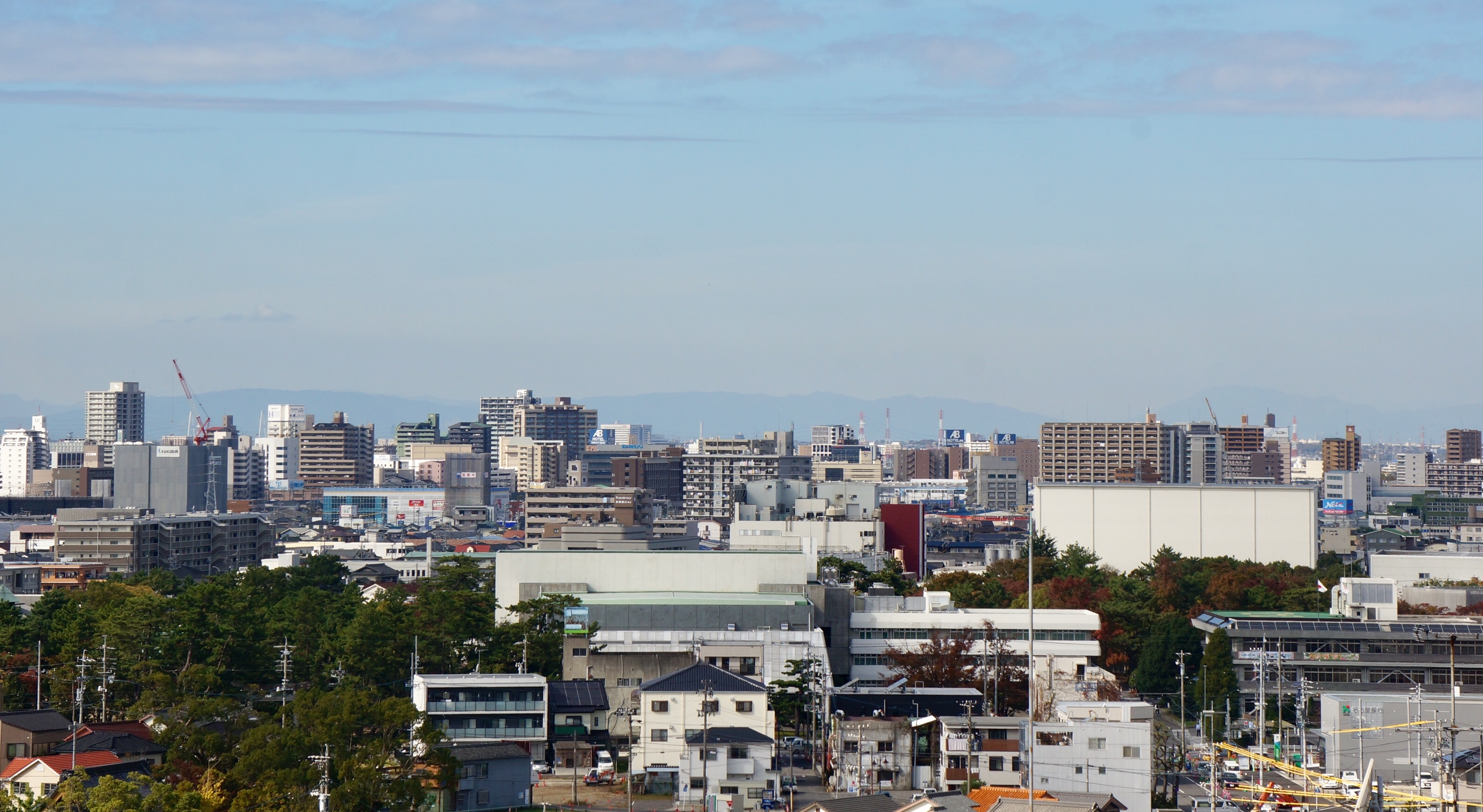
安城市のスカイライン。遠景は養老山地と伊吹山

安城市（あんじょうし）は、愛知県にある市。

## 概要
1906年（明治39年）に碧海郡安城村と周辺8村で町制を施行、1952年（昭和27年）に愛知県で13番目に市制を施行した。毎年夏には安城七夕まつりが開催される。
明治時代の明治用水の開通により大規模な開墾が行われ、農業の先進的な取り組みが行われたことから、1920年代から1930年代にかけて、農業先進国のデンマークになぞらえて「日本デンマーク」と呼ばれた。現在は、名古屋市や豊田市の衛星都市であり、自動車工業を中心とする機械工業が盛んである。

### 地名の由来
地名は安祥→安静→安詳→安城（読みはいずれも「あんじょう」）と変わったという。存覚の『袖日記』によれば、1255年に朝円が親鸞の肖像画を書き、「参河国安城照空房」が所蔵していた。これが「安静御影（安城御影）」と呼ばれることから、既に鎌倉時代初頭には安静（安城・安祥）と呼ばれていたことが分かる。
地名の由来は定かになっていないが、一説には京都の安祥寺の荘園があったからと言われている。

## 地理

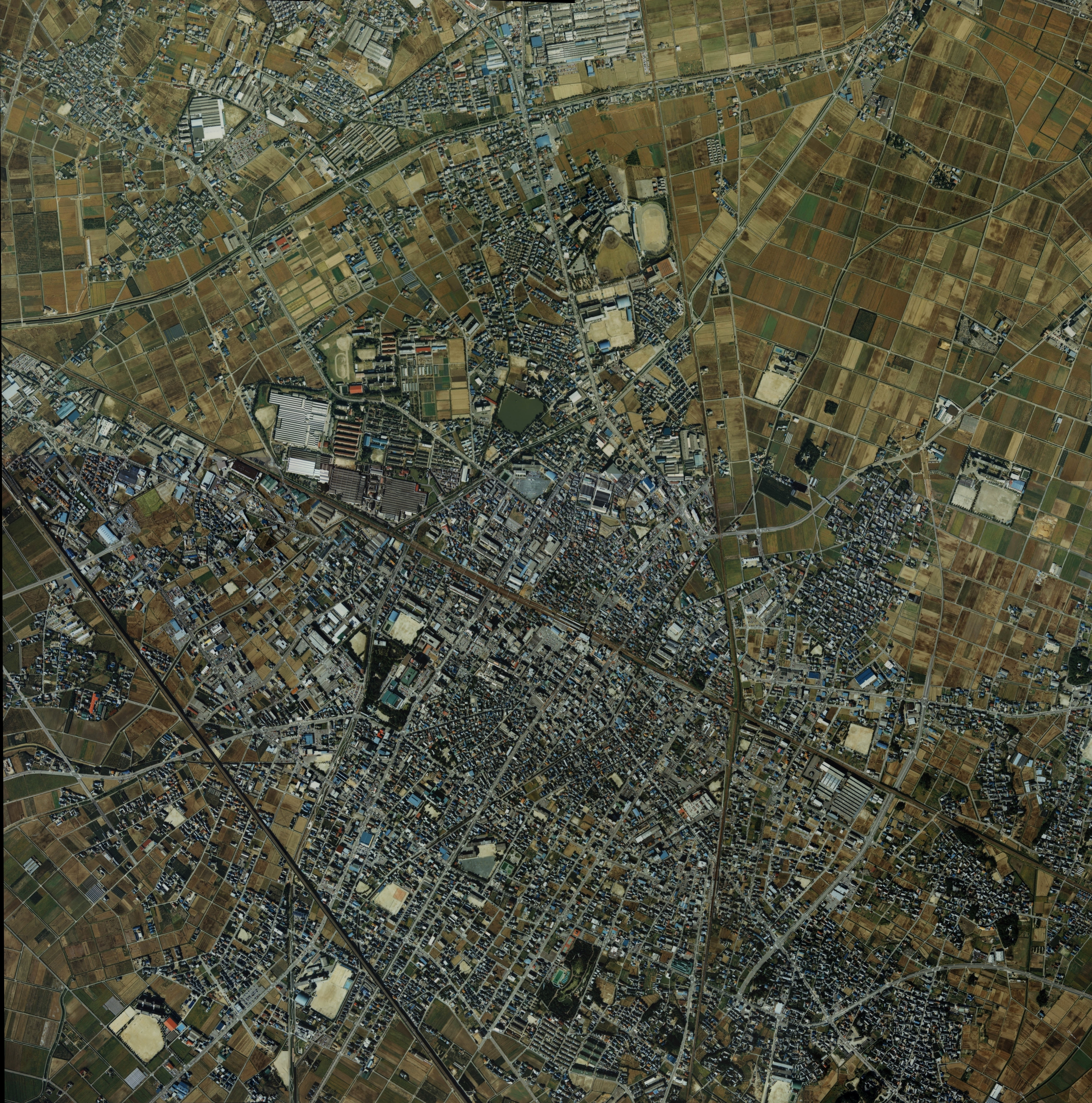
安城市中心部周辺の空中写真。
1987年撮影の6枚を合成作成。。

### 位置
名古屋市の南東約30キロメートルに位置し、南北に14.7キロメートル、東西に10キロメートルの市域を有する。
岡崎平野の中央、矢作川の西岸に位置し、市域の大半を旧藤岡町から三河湾へと続く洪積台地がなだらかな傾斜を描いて縦断している。一方、市南東部は矢作川や矢作古川によって形成された沖積平野が広がっている。そのため、市内の最高標点が27.7メートル、最低標点が0.5メートルと高低差は極めて小さい。
河川は猿渡川、高浜川、矢作川の水系から成る。市内には、一級河川が3、二級河川が9、準用河川が29河川ある。市の東には西鹿乗川が流れ、市南東部で鹿乗川と合流する。また、市の各所には明治時代に開削された明治用水の4本の幹線・支線が流れ、それぞれ刈谷市、知立市、西尾市などの近隣都市まで続く。市南西部の碧南市との市境には汽水湖の油ヶ淵があり、長田川や稗田川、朝鮮川などが流れ込む。
市街地は安城駅を中心とする市北部に形成されており、それ以外の地域には集落が点在している。交通は、国道1号や国道23号といった幹線道路が東西を横断し、東海道新幹線や東海道本線・名鉄名古屋本線という県内の東西を結ぶ鉄道路線も通る。
土地利用では、2017年の統計によると、面積86.01平方キロメートルのうち、田が31.48平方キロメートルと市全体の約40%弱を占め、畑は6.00平方キロメートルで約7%になり、市域の半分弱が田畑に利用されていることになる。しかし、近年は宅地の造成が進んでおり、田畑の減少に代わって宅地の土地利用が増えている。宅地面積は23.21平方キロメートルで27%を超えている。
本市は旧碧海郡の市（碧海5市）で唯一、他の旧碧海郡の市全てと境を接する。

### 地形

#### 平野
- 岡崎平野

#### 河川

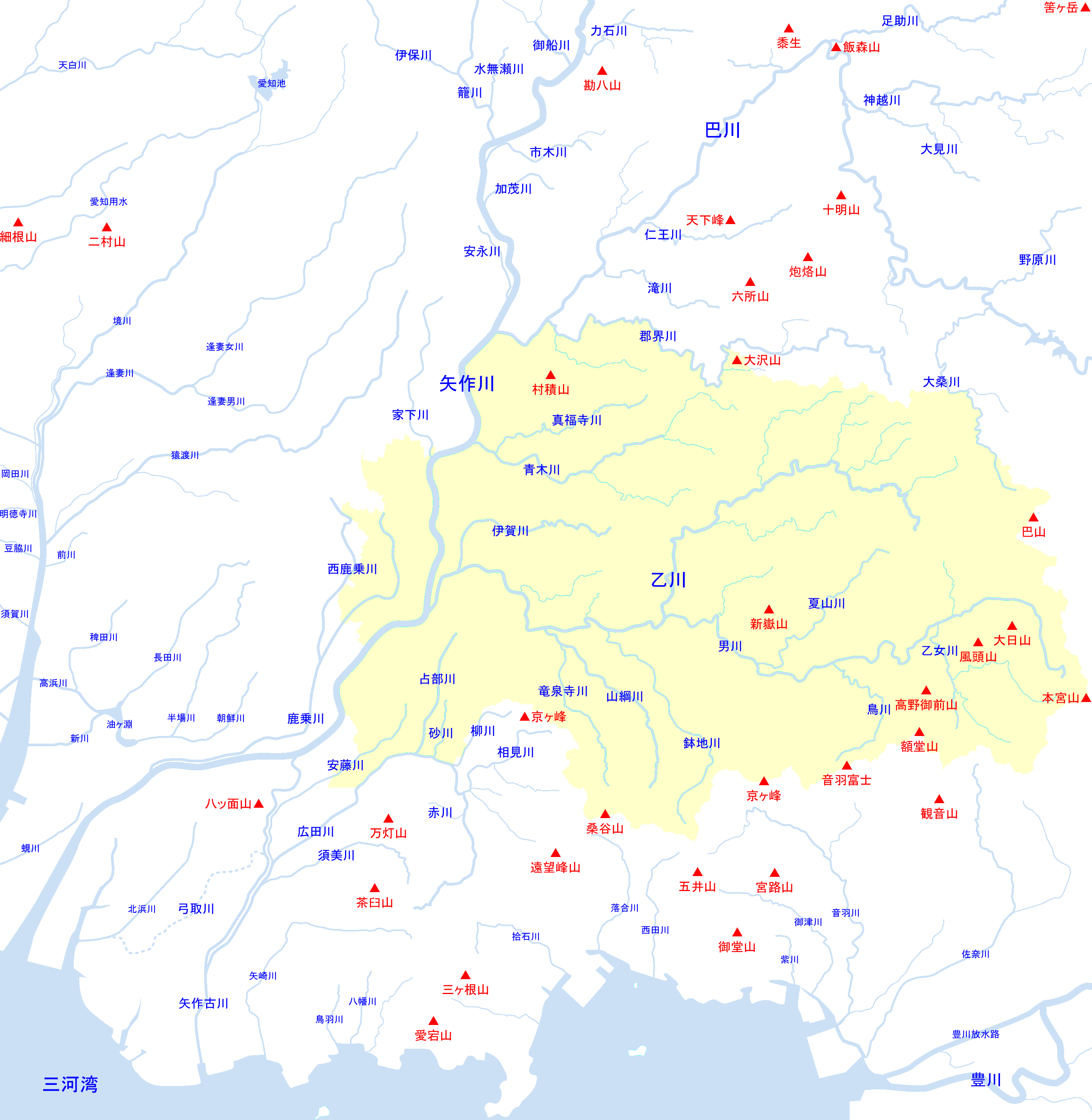
岡崎市周辺の地理

主な川
- 鹿乗川
- 猿渡川
- 高浜川
- 朝鮮川
- 西鹿乗川
- 半場川
- 矢作川
- 矢作古川
- 明治用水

#### 湖沼
主な湖
- 油ヶ淵

### 気候
1987年から2016年までの30年間での1年の平均気温は16.1℃で、最高気温は37.2℃、最低気温は-3.5℃程度を記録し、県内の他市に比べて、夏は暑く、冬は冷え込む内地性の気候である。また、年間平均降水量は1,346ミリメートルである。
1922年以降に市内で記録された最高気温は40.0℃（1995年8月5日）、最低気温は-10.5℃（1989年12月28日）で、1日あたりの最大降水量の記録は364.5ミリメートル（1971年8月30日）である。

### 人口
| 愛知県の人口上位自治体（1921年末） | 愛知県の人口上位自治体（1921年末） | 愛知県の人口上位自治体（1921年末） | 愛知県の人口上位自治体（1921年末） | 愛知県の人口上位自治体（1921年末） | 愛知県の人口上位自治体（1921年末） |
| #                                  | 自治体                             | 人口                               | #                                  | 自治体                             | 人口                               |
| ---------------------------------- | ---------------------------------- | ---------------------------------- | ---------------------------------- | ---------------------------------- | ---------------------------------- |
| 1                                  | 名古屋市                           | 633,274                            | 11                                 | 渥美郡高師村                       | 14,405                             |
| 2                                  | 豊橋市                             | 65,033                             | 12                                 | 丹羽郡古知野町                     | 13,965                             |
| 3                                  | 岡崎市                             | 41,684                             | 13                                 | 渥美郡田原町                       | 13,831                             |
| 4                                  | 一宮市                             | 30,558                             | 14                                 | 海部郡津島町                       | 13,772                             |
| 5                                  | 東春日井郡瀬戸町                   | 23,092                             | 15                                 | 中島郡祖父江町                     | 13,300                             |
| 6                                  | 碧海郡安城町                       | 19,607                             | 16                                 | 西加茂郡挙母町                     | 12,317                             |
| 7                                  | 知多郡半田町                       | 17,141                             | 17                                 | 渥美郡福江町                       | 12,256                             |
| 8                                  | 幡豆郡西尾町                       | 15,511                             | 18                                 | 宝飯郡蒲郡町                       | 12,120                             |
| 9                                  | 知多郡亀崎町                       | 15,170                             | 19                                 | 東春日井郡小牧町                   | 12,101                             |
| 10                                 | 幡豆郡一色町                       | 15,114                             | 20                                 | 碧海郡矢作町                       | 11,345                             |

- 1906年に安城町が発足した際の人口は15,000人に満たなかった。製糸工場の進出により、町制施行後5年間の人口増加率が10%を超え、1920年代には製糸業が隆盛で特に女性人口が増加した[6]。製糸産業の衰退で人口は減少に転じるが、紡績業の隆盛で再び人口が増加した。1940年代には軍需工場の進出に加えて都市部からの疎開で、太平洋戦争後には周辺市町村の合併などにより人口を伸ばした。高度経済成長期には工場の進出が相次いだ。自動車工業の興隆や、名古屋市への通勤圏に含まれていることもあり、人口増加を続けている。
- 2015年度国勢調査によれば、人口は184,140人と5年で3%増えた。昼間人口192,557人で、昼夜間人口比率は104.6%となっている。また、2017年10月1日の統計では、市内の登録外国人は6,632人おり、国籍別ではブラジルが2,050人と最も多く、次いでフィリピン（1,764人）、中国（1,035人）が続く[4]。

人口推移
緑色で示したものが、安城町及び安城市の人口
また、青色を加えたものが現在の市域の人口
括弧内の数字は合併前の安城町・市の人口
＜参考 - #市域の変遷＞
| 1920年 | 36,959 （18,520） |
| 1925年 | 39,309 （21,033） |
| 1930年 | 42,421 （22,965） |
| 1935年 | 44,413 （24,206） |
| 1940年 | 46,737 （26,355） |
| 1945年 | 58,264 （33,344） |
| 1950年 | 61,037 （35,188） |
| 1955年 | 64,495 （52,820） |
| 1960年 | 66,793 （56,787） |
| 1965年 | 76,152 （66,088） |
| 1970年 | 94,307            |
| 1975年 | 111,047           |
| 1980年 | 123,843           |
| 1985年 | 133,059           |
| 1990年 | 142,251           |
| 1995年 | 149,464           |
| 2000年 | 158,824           |
| 2005年 | 170,250           |
| 2010年 | 178,738           |
| 2015年 | 184,140           |

人口統計
| |                                        |  |
| 安城市と全国の年齢別人口分布（2005年） | 安城市の年齢・男女別人口分布（2005年） |  |
| ■紫色 ― 安城市 ■緑色 ― 日本全国 | ■青色 ― 男性 ■赤色 ― 女性              |  |
| 安城市（に相当する地域）の人口の推移 \| 1970年（昭和45年） \| 94,307人 \| \| \| 1975年（昭和50年） \| 111,047人 \| \| \| 1980年（昭和55年） \| 123,843人 \| \| \| 1985年（昭和60年） \| 133,059人 \| \| \| 1990年（平成2年） \| 142,251人 \| \| \| 1995年（平成7年） \| 149,464人 \| \| \| 2000年（平成12年） \| 158,824人 \| \| \| 2005年（平成17年） \| 170,250人 \| \| \| 2010年（平成22年） \| 178,691人 \| \| \| 2015年（平成27年） \| 184,140人 \| \| \| 2020年（令和2年） \| 187,990人 \| \| |                                        |  |
| 総務省統計局 国勢調査より |                                        |  |
| 1970年（昭和45年） | 94,307人                               |  |
| 1975年（昭和50年） | 111,047人                              |  |
| 1980年（昭和55年） | 123,843人                              |  |
| 1985年（昭和60年） | 133,059人                              |  |
| 1990年（平成2年） | 142,251人                              |  |
| 1995年（平成7年） | 149,464人                              |  |
| 2000年（平成12年） | 158,824人                              |  |
| 2005年（平成17年） | 170,250人                              |  |
| 2010年（平成22年） | 178,691人                              |  |
| 2015年（平成27年） | 184,140人                              |  |
| 2020年（令和2年） | 187,990人                              |  |

### 隣接自治体
愛知県
- 豊田市
- 岡崎市
- 西尾市
- 刈谷市
- 碧南市
- 知立市
- 高浜市

## 歴史

### 原始・古代

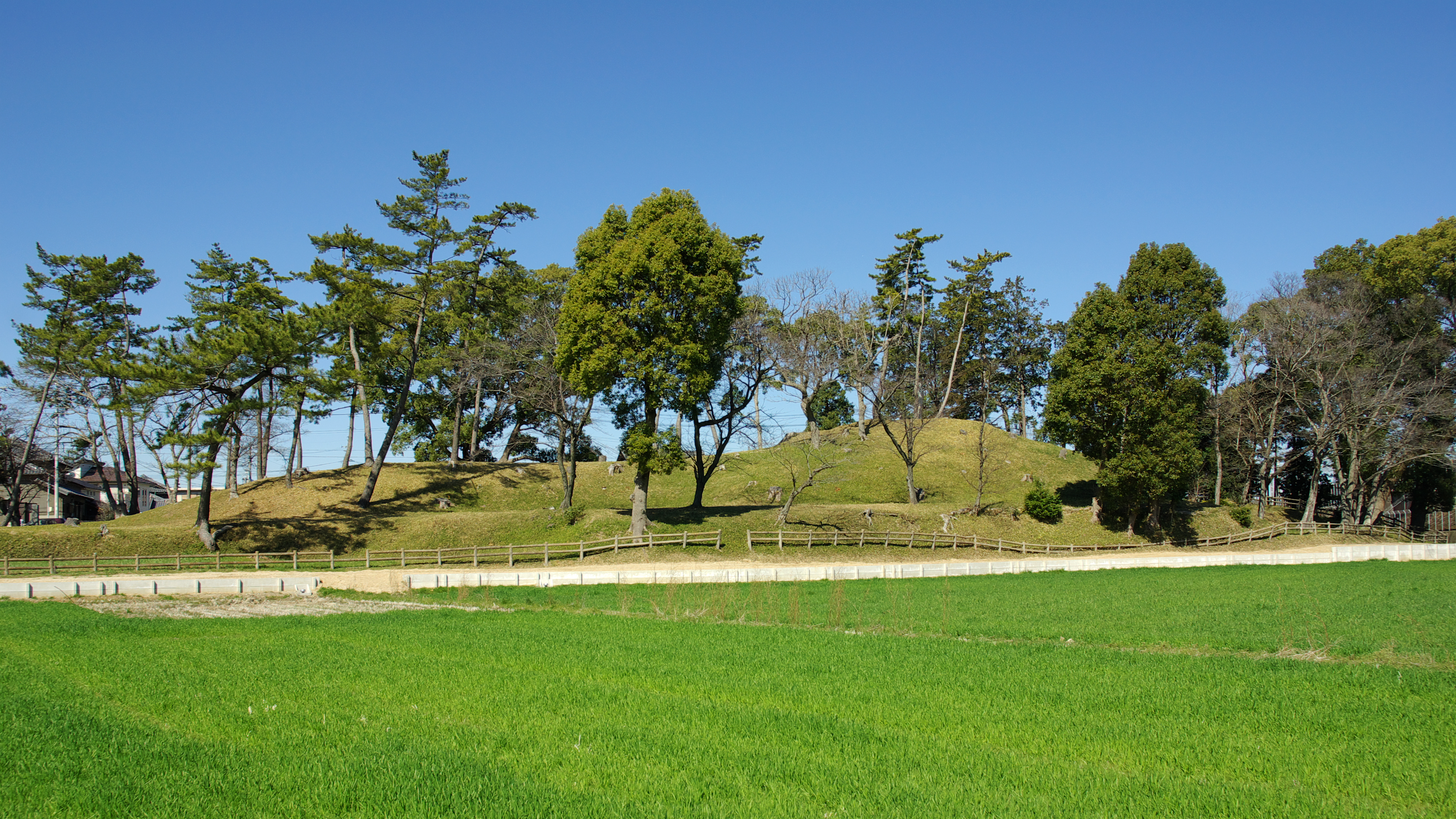
二子古墳

現在の市域に陸地ができたのは、東部の沖積平野が完新世、中西部の台地は更新世最後に海面低下と台地の相対的な上昇が起きたことによる。古代の市域南部は、現在の油ヶ淵から桜井町付近まで深く海が入り込んでいた。このことは、堀内貝塚や東端貝塚の存在から確認することができる。また、矢作川は矢作古川が本筋であり、今日の西尾市とは陸続きになっていた。
現在の市域で、初めて人の行動が確認できるのは晩期旧石器時代で、市内15か所の遺跡から30点の有舌尖頭器が出土しているが、定住地というよりは狩猟の場となっていたと考えられている。晩期縄文時代の遺跡では、堀内貝塚や東端貝塚が確認されている。
弥生時代中期中葉頃から、豊田市の川原遺跡や西尾市の岡島遺跡など、矢作川流域に大規模な集落が見られるようになる。市内で集中的に遺跡が確認されているのは市域東部の沖積平野で、全長2.5キロメートル、幅0.75キロメートルの鹿乗川流域遺跡群と呼ばれる弥生時代後期から古墳時代前期にかけての遺跡群がある。また古墳時代には、市南東部に二子古墳や姫小川古墳などの大規模な古墳も建造され、それらを含めた19基の古墳が2.4キロメートルの範囲に集中する桜井古墳群がある。
律令制が敷かれると、市域は三河国の碧海郡となった。『和名類聚抄』には、碧海郡内には15 - 16の郷があったと記述されているが、そのうち桜井郷（桜井町）、小河郷（小川町）、大岡郷（大岡町）が、現在も地名として残っているため市内と比定されている。このほか、和志取郷なども市内と推定されている。また、別郷廃寺・寺領廃寺といった古代寺院の跡地も確認できる。

### 中近世

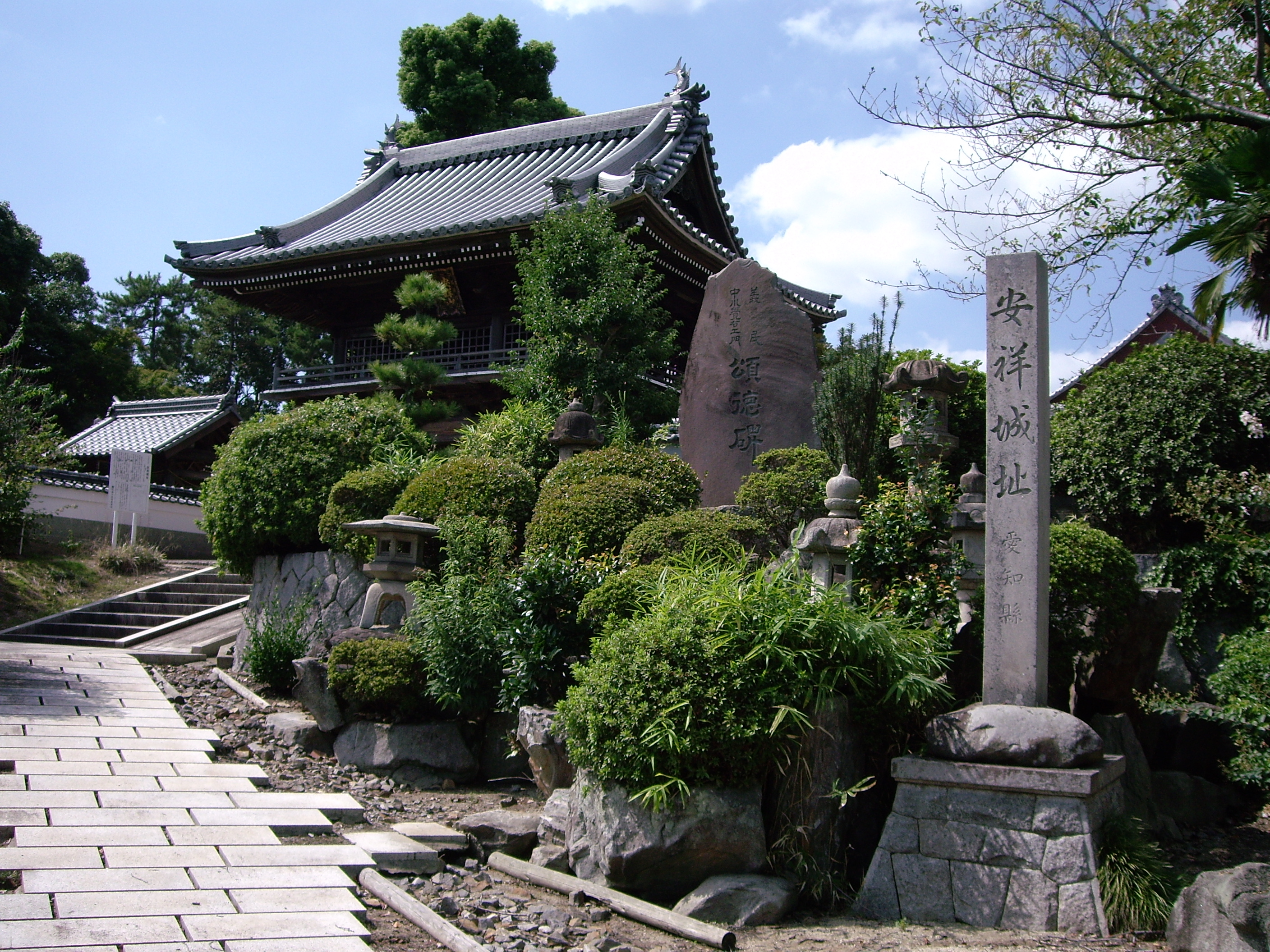
安祥城址

11世紀には、寄進地系荘園の志貴荘や碧海荘が誕生した。志貴荘は藤原氏や平氏などによって支配され、今日の安城市域のほとんどと碧南市・高浜市域や岡崎市域の一部を領地としていた。一方、碧海荘は豊田市南部から岡崎市西部・南部にかけて支配下に置き、一部が安城市域にかかっていたとみられている。
13世紀後半の鎌倉時代には、浄土真宗が伝えられた。矢作川流域には、円善の嫡子や弟子による和田門徒と呼ばれる集団が形成され、各地に道場を創設した。戦国時代には、蓮如の布教により本願寺派に改宗する寺院が急増し、信徒を増やした。
室町時代中期の1440年には、安祥城が畠山一族の和田親平によって築城されたが、1471年に松平信光が攻め取り、三男・親忠を置いた。親忠と長親・信忠の安祥松平家（徳川本家）3代に渡る経営により、加茂郡南部・額田郡・碧海郡・幡豆郡北部を支配権とする体制を確立した。安祥松平家時代の家臣は、安祥譜代と呼ばれ徳川最古参の家臣とされている。また、長親の子は福釜・桜井・藤井といった市域の村々を領した。この頃、松平親忠に臣従した玄海、大行日吉法印によって三河万歳が創作・伝承されている。1524年には清康は、安祥城から山中城そして岡崎城へ居城を移す。安祥城は、1540年に今川・松平連合軍と織田氏との争奪戦（安祥合戦）が繰り広げられた結果、織田氏の手に落城し、織田氏の三河進出の前線根拠地となったが、1549年に再び今川・松平によって奪取されている。そして、織田氏と徳川氏の間で清洲同盟が結ばれた後の1562年に廃城となったとされる。

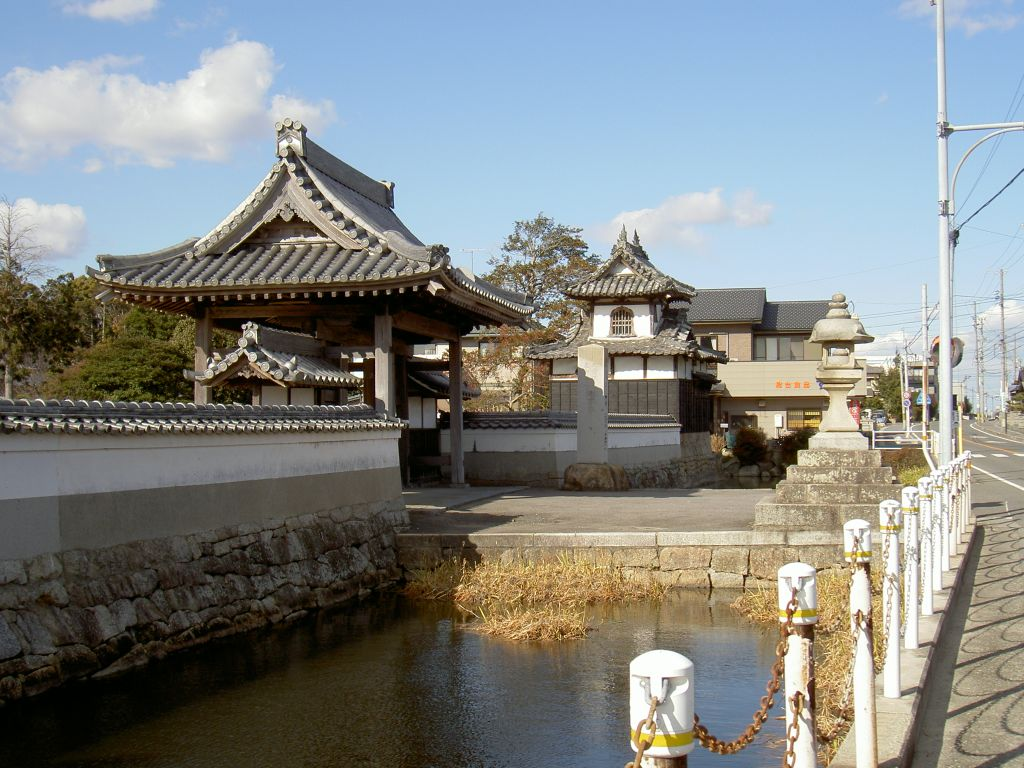
本證寺

1563年には、三河における浄土真宗3か寺のひとつだった本證寺が三河一向一揆の拠点となり徳川家康と戦い、家康を苦しめた。
江戸時代には、主に市域の東部は岡崎藩領、西部に刈谷藩領となった。残りは、旗本や御家人の知行地で、寺社領も一部あった。しかし、江戸時代を通して同じ領主に支配され続けた村はほとんどなく、領主の変動は激しかった。市域の村は東部の沖積平野に3分の2が集中し、台地上の村々は集落間の距離が長かった。また、1575年に今川家の家臣によって東海道と大浜街道の交点には大浜茶屋が設けられた。
碧海台地上には溜池が多く作られ、各地で新田開発が進んだ。1605年には矢作新川（現在の矢作川）の開削が行われて油ヶ淵が造成され、1666年に伏見屋新田が開発された。17世紀後半から18世紀にかけては綿作が発展した。
18世紀後半になると、寛政一揆の影響で、市域西部の8村が一部を除き刈谷藩から福島藩に領地替えされ、重原陣屋により支配された。18世紀末になると、東海道の人馬の往来が盛んになり、池鯉鮒宿や岡崎宿の助郷を担当している村々の負担が厳しくなった。

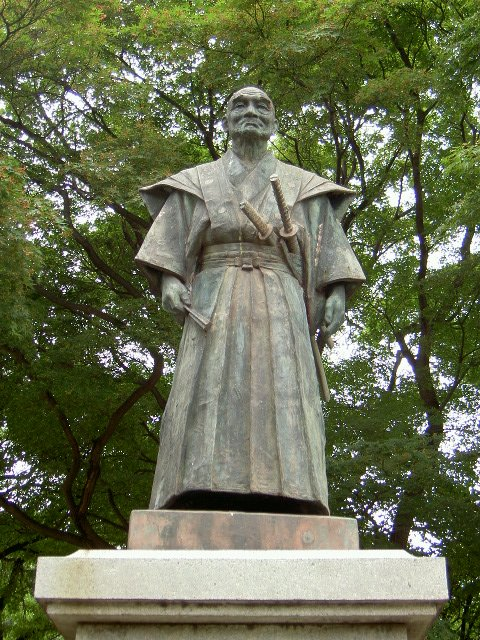
都築弥厚像

19世紀には、和泉村の豪農・都築弥厚によって、安城が原に矢作川から用水路を引いて土地を開墾する計画が立てられ幕府の許可を得て測量まで着手されたが、村々・領主の反対や都築の病死により頓挫した。同時期には、鹿乗川延長工事が竣工した。また、五箇野ヶ原の一部が検地されて石井新田が開発された。

### 近代
1869年の版籍奉還により、重原藩や静岡藩が成立した。廃藩置県を経て1871年に額田県が成立し、市域の村々が初めて同じ支配下に入った。
明治時代に入ると、石井新田の岡本兵松が都築弥厚の計画を再び実現に向けて動き出した。一方で、阿弥陀堂村（現在の豊田市）の伊豫田與八郎が、現在の豊田市南部の低湿地の水害対策として矢作川から衣浦へ至る排水計画を練っていた。それぞれの計画は、愛知県の誕生した後の1875年に一本化。1878年1月には建設が着手され、4月に一部開通した。用水路は1881年に明治用水と命名された。明治用水は1885年までに280キロメートルが開削され、それまで生産性の低かった碧海台地が大きく開墾されることとなった。
また、1889年には東海道本線の岡崎駅と刈谷駅の中間に位置した安城村内に安城駅が誘致され、駅前集落が形成された。安城駅は、近隣の箕輪村や榎前村などと道路で結ばれ、それまで結びつきの弱かった村とのつながりが生まれた。安城村長となる岡田菊次郎が誘致した結果、1901年には安城村に愛知県立農林学校（現・愛知県立安城農林高等学校）が開校。1906年には安城村と周辺8村を合併して町制が施行され、碧海郡で人口最大の都市となった。このことから、知立町から1910年に警察署、1914年に郡役所が移転し、郡の行政中心地としての機能を持つようになる。また、1923年に愛知電気鉄道（現・名鉄名古屋本線）が開通し、今村駅（現・新安城駅）が開業。1926年には、碧海電気鉄道（現・名鉄西尾線）が開通した。1934年、都市計画法が小都市にも適用されることとなり、安城町全域が適用範囲となった。
安城町には農林学校の他にも、多くの農業指導機関が移転・設置され、農業の多角化・共同化が実施されたことから、日本の農業先進地域として1920年代から1930年代にかけて「日本デンマーク」と呼ばれた。また、1910年頃より製糸工場が次々と建てられたことから、製糸業が発展したが、製糸業の衰退とともに工場も廃業していった。替わって1930年代に紡績業が隆盛したが、1940年代に紡績工場は軍需工場へと転換していった。
1943年には明治村（現在の市南西部）に海軍の明治航空基地が設置された。また、矢作町（現在の岡崎市。一部は安城市に編入）から上郷村（現在の豊田市南部）にかけては岡崎航空基地が設置された。太平洋戦争中の1944年には東南海地震が、1945年には三河地震が発生し、桜井町や明治村では大きな被害を出した。また、戦争末期には岡崎と明治の航空基地の中間地点に安城が位置していたことから、たびたび銃撃や焼夷弾を落とされることはあったものの、被害はほとんどなく、大都市からの疎開児童数は安城町内で515人に達した。戦災を逃れて工場を移転する企業もあった。

### 現代
戦後、1946年10月22日、昭和天皇が大同製鋼安城工場などに行幸した（昭和天皇の戦後巡幸の一環）。安城町は戦災被害がなかったことから工場が移転してきたが、軍需工場の閉鎖などにより不況が訪れた。そこで安城町は復興のために、1951年に名古屋大学農学部、倉敷紡績を誘致した。名古屋大学は1966年に名古屋市に移転している。
1952年には人口が3万5千人に達し、市制を施行した。その後、「昭和の大合併」により、1955年に明治村・依佐美村の一部を、1960年に岡崎市の一部を編入合併し、同年5月5日に市章を制定した。しかし、合併した村の赤字を引き継いだことや、合併した地域のインフラを安城市と同等にまで引き揚げようとした結果、1960年に地方財政再建促進特別措置法の適用を受け、財政再建団体となった。安城市は4ヶ年計画を提出したが、同年に施行された工場誘致条例による工場増加などで市民税・固定資産税が大幅に増加し、1962年に計画より2年早く財政再建を果たした。1967年には桜井町を合併し、現在の市域が確定している。
工場誘致条例で多数の工場が誘致されたことにより、安城市は工業都市として発展していくこととなる。また、都市化の流れを受けて、農村人口が減少する一方で、都市人口が増加するようになった。農地も次々と潰され、市営住宅や市内企業の社宅などが建てられた。都市化は国道1号や名鉄名古屋本線、東海道本線が通る市北部で急速に進み、人口増加は「北高南低」だった。人口は増加の一途を辿り、1972年に10万人を突破した。
1969年の都市計画法の改正を受け、安城市でも安城駅周辺から今村（市北部）、二本木（市西部）に至る範囲を市街化区域とし、根崎、東端（市南西部）を工業用市街化区域とした。これを受けて、市は1971年に安城駅前の駅前改造事業を行い駅前を整備、1988年には市西部に東海道新幹線の三河安城駅が開業した。市では、安城駅前を中心市街地とし、三河安城駅を広域拠点、新安城駅や桜井駅周辺を地域拠点として土地区画整理事業を進めるなどの開発を進めている。
平成時代には、地方分権が進み、市民・議会・行政が協働してまちづくりを進めるために必要な基本ルールを定めることを目指し、「安城市自治基本条例を考える市民会議（通称：あんき会）」が平成19年から平成20年にかけて開催され、平成21年に自治基本条例が制定されました。

### 市域の変遷
- 1906年（明治39年）5月1日 - 碧海郡安城村・里村・箕輪村・福釜村・赤松村・今村・古井村・平貴村の各村と、長崎村篠目を合併し、安城町が発足する。
- 1952年（昭和27年）5月5日 - 安城町が市制を施行し安城市となる。
- 1955年（昭和30年）4月1日 - 碧海郡明治村のうち大字東端、根崎、榎前、和泉、城ケ入及び石井の区域、および依佐美村のうち大字井杭山、二本木及び高棚の区域を編入。
- 1960年（昭和35年）1月1日 - 岡崎市の一部（宇頭西地区、河野町）を編入する。
- 1967年（昭和42年）4月1日 - 碧海郡桜井町を編入。

| 郡       | 明治22年以前    | 明治22年以前                                                  | 明治22年10月1日     | 明治23年 - 明治45年                    | 明治23年 - 明治45年                  | 大正元年 - 大正15年 | 昭和元年 - 昭和64年          | 昭和元年 - 昭和64年         | 平成元年 - 現在 |
| -------- | --------------- | ------------------------------------------------------------- | ------------------- | -------------------------------------- | ------------------------------------ | ------------------- | ---------------------------- | --------------------------- | --------------- |
| 碧 海 郡 | 安城村          | 安城村                                                        | 安城村              | 安城村                                 | 明治39年5月1日 合併・町制 安城町     | 安城町              | 昭和27年5月3日 市制 安城市   | 昭和27年5月3日 市制 安城市  | 安城市          |
| 碧 海 郡 | 今村            | 今村                                                          | 今村                | 今村                                   | 明治39年5月1日 合併・町制 安城町     | 安城町              | 昭和27年5月3日 市制 安城市   | 昭和27年5月3日 市制 安城市  | 安城市          |
| 碧 海 郡 | 里村            | 里村                                                          | 里村                | 里村                                   | 明治39年5月1日 合併・町制 安城町     | 安城町              | 昭和27年5月3日 市制 安城市   | 昭和27年5月3日 市制 安城市  | 安城市          |
| 碧 海 郡 | 箕輪村          | 箕輪村                                                        | 箕輪村              | 箕輪村                                 | 明治39年5月1日 合併・町制 安城町     | 安城町              | 昭和27年5月3日 市制 安城市   | 昭和27年5月3日 市制 安城市  | 安城市          |
| 碧 海 郡 | 福釜村          | 福釜村                                                        | 福釜村              | 福釜村                                 | 明治39年5月1日 合併・町制 安城町     | 安城町              | 昭和27年5月3日 市制 安城市   | 昭和27年5月3日 市制 安城市  | 安城市          |
| 碧 海 郡 | 赤松村          | 赤松村                                                        | 赤松村              | 赤松村                                 | 明治39年5月1日 合併・町制 安城町     | 安城町              | 昭和27年5月3日 市制 安城市   | 昭和27年5月3日 市制 安城市  | 安城市          |
| 碧 海 郡 | 古井村          | 古井村                                                        | 古井村              | 古井村                                 | 明治39年5月1日 合併・町制 安城町     | 安城町              | 昭和27年5月3日 市制 安城市   | 昭和27年5月3日 市制 安城市  | 安城市          |
| 碧 海 郡 | 山崎村          | 山崎村                                                        | 平貴村              | 平貴村                                 | 明治39年5月1日 合併・町制 安城町     | 安城町              | 昭和27年5月3日 市制 安城市   | 昭和27年5月3日 市制 安城市  | 安城市          |
| 碧 海 郡 | 北山崎村        |                                                               | 平貴村              | 平貴村                                 | 明治39年5月1日 合併・町制 安城町     | 安城町              | 昭和27年5月3日 市制 安城市   | 昭和27年5月3日 市制 安城市  | 安城市          |
| 碧 海 郡 | 大岡村          |                                                               | 平貴村              | 平貴村                                 | 明治39年5月1日 合併・町制 安城町     | 安城町              | 昭和27年5月3日 市制 安城市   | 昭和27年5月3日 市制 安城市  | 安城市          |
| 碧 海 郡 | 西別所村        |                                                               | 平貴村              | 平貴村                                 | 明治39年5月1日 合併・町制 安城町     | 安城町              | 昭和27年5月3日 市制 安城市   | 昭和27年5月3日 市制 安城市  | 安城市          |
| 碧 海 郡 | 東別所村        |                                                               | 平貴村              | 平貴村                                 | 明治39年5月1日 合併・町制 安城町     | 安城町              | 昭和27年5月3日 市制 安城市   | 昭和27年5月3日 市制 安城市  | 安城市          |
| 碧 海 郡 | 別郷村          |                                                               | 平貴村              | 平貴村                                 | 明治39年5月1日 合併・町制 安城町     | 安城町              | 昭和27年5月3日 市制 安城市   | 昭和27年5月3日 市制 安城市  | 安城市          |
| 碧 海 郡 | 高木村          |                                                               | 平貴村              | 平貴村                                 | 明治39年5月1日 合併・町制 安城町     | 安城町              | 昭和27年5月3日 市制 安城市   | 昭和27年5月3日 市制 安城市  | 安城市          |
| 碧 海 郡 | 上条村          |                                                               | 平貴村              | 平貴村                                 | 明治39年5月1日 合併・町制 安城町     | 安城町              | 昭和27年5月3日 市制 安城市   | 昭和27年5月3日 市制 安城市  | 安城市          |
| 碧 海 郡 | 篠目村          | 篠目村                                                        | 合併 長崎村（一部） | 長崎村（一部）                         | 明治39年5月1日 合併・町制 安城町     | 安城町              | 昭和27年5月3日 市制 安城市   | 昭和27年5月3日 市制 安城市  | 安城市          |
| 碧 海 郡 | 野田村 （一部） | （二本木）                                                    | 野田村（一部）      | 野田村（一部）                         | 明治39年5月1日 合併 依佐美村（一部） | 依佐美村（一部）    | 依佐美村（一部）             | 昭和30年4月1日 安城市に編入 | 安城市          |
| 碧 海 郡 | 高棚村          | 高棚村                                                        | 高棚村              | 高棚村                                 | 明治39年5月1日 合併 依佐美村（一部） | 依佐美村（一部）    | 依佐美村（一部）             | 昭和30年4月1日 安城市に編入 | 安城市          |
| 碧 海 郡 | 榎前村          | （井杭山）                                                    | 高棚村              | 明治23年10月20日 分立 榎前村           | 明治39年5月1日 合併 依佐美村（一部） | 依佐美村（一部）    | 依佐美村（一部）             | 昭和30年4月1日 安城市に編入 | 安城市          |
| 碧 海 郡 | 榎前村          | （榎前）                                                      | 高棚村              | 明治23年10月20日 分立 榎前村           | 明治39年5月1日 合併 明治村（一部）   | 明治村（一部）      | 明治村（一部）               | 昭和30年4月1日 安城市に編入 | 安城市          |
| 碧 海 郡 | 東端村          | 東端村                                                        | 東端村              | 東端村                                 | 明治39年5月1日 合併 明治村（一部）   | 明治村（一部）      | 明治村（一部）               | 昭和30年4月1日 安城市に編入 | 安城市          |
| 碧 海 郡 | 根崎村          | 根崎村                                                        | 根崎村              | 根崎村                                 | 明治39年5月1日 合併 明治村（一部）   | 明治村（一部）      | 明治村（一部）               | 昭和30年4月1日 安城市に編入 | 安城市          |
| 碧 海 郡 | 城ヶ入村        | 城ヶ入村                                                      | 城ヶ入村            | 城ヶ入村                               | 明治39年5月1日 合併 明治村（一部）   | 明治村（一部）      | 明治村（一部）               | 昭和30年4月1日 安城市に編入 | 安城市          |
| 碧 海 郡 | 和泉村          | 和泉村                                                        | 和泉村              | 和泉村                                 | 明治39年5月1日 合併 明治村（一部）   | 明治村（一部）      | 明治村（一部）               | 昭和30年4月1日 安城市に編入 | 安城市          |
| 碧 海 郡 | 桜井村          | 桜井村                                                        | 桜井村              | 桜井村                                 | 明治39年5月1日 合併 桜井村           | 桜井村              | 昭和31年10月15日 町制 桜井町 | 昭和42年4月1日 安城市に編入 | 安城市          |
| 碧 海 郡 | 東町村          |                                                               | 桜井村              | 桜井村                                 | 明治39年5月1日 合併 桜井村           | 桜井村              | 昭和31年10月15日 町制 桜井町 | 昭和42年4月1日 安城市に編入 | 安城市          |
| 碧 海 郡 | 堀内村          |                                                               | 桜井村              | 桜井村                                 | 明治39年5月1日 合併 桜井村           | 桜井村              | 昭和31年10月15日 町制 桜井町 | 昭和42年4月1日 安城市に編入 | 安城市          |
| 碧 海 郡 | 姫小川村        |                                                               | 桜井村              | 桜井村                                 | 明治39年5月1日 合併 桜井村           | 桜井村              | 昭和31年10月15日 町制 桜井町 | 昭和42年4月1日 安城市に編入 | 安城市          |
| 碧 海 郡 | 小川村          | 小川村                                                        | 小川村              | 小川村                                 | 明治39年5月1日 合併 桜井村           | 桜井村              | 昭和31年10月15日 町制 桜井町 | 昭和42年4月1日 安城市に編入 | 安城市          |
| 碧 海 郡 | 木戸村          | 木戸村                                                        | 三ツ川村            | 三ツ川村                               | 明治39年5月1日 合併 桜井村           | 桜井村              | 昭和31年10月15日 町制 桜井町 | 昭和42年4月1日 安城市に編入 | 安城市          |
| 碧 海 郡 | 藤井村          |                                                               | 三ツ川村            | 三ツ川村                               | 明治39年5月1日 合併 桜井村           | 桜井村              | 昭和31年10月15日 町制 桜井町 | 昭和42年4月1日 安城市に編入 | 安城市          |
| 碧 海 郡 | 寺領村          |                                                               | 三ツ川村            | 三ツ川村                               | 明治39年5月1日 合併 桜井村           | 桜井村              | 昭和31年10月15日 町制 桜井町 | 昭和42年4月1日 安城市に編入 | 安城市          |
| 碧 海 郡 | 野寺村          |                                                               | 三ツ川村            | 三ツ川村                               | 明治39年5月1日 合併 桜井村           | 桜井村              | 昭和31年10月15日 町制 桜井町 | 昭和42年4月1日 安城市に編入 | 安城市          |
| 碧 海 郡 | 村高村          | 村高村                                                        | 藤野村              | 藤野村                                 | 明治39年5月1日 合併 桜井村           | 桜井村              | 昭和31年10月15日 町制 桜井町 | 昭和42年4月1日 安城市に編入 | 安城市          |
| 碧 海 郡 | 川島村          |                                                               | 藤野村              | 藤野村                                 | 明治39年5月1日 合併 桜井村           | 桜井村              | 昭和31年10月15日 町制 桜井町 | 昭和42年4月1日 安城市に編入 | 安城市          |
| 碧 海 郡 | 河野村          | 河野村                                                        | 藤野村              | 明治24年8月8日 分立 志賀須香村（一部） | 明治39年5月1日 合併 矢作町（一部）   | 矢作町（一部）      | 昭和30年4月1日 岡崎市に編入  | 昭和35年1月1日 安城市に編入 | 安城市          |
| 碧 海 郡 | 橋目村 （一部） | （茶臼） （中茶臼） （宮東） （新居林） （北茶屋浦） （郷前） | 合併 長瀬村（一部） | 長瀬村（一部）                         | 明治39年5月1日 合併 矢作町（一部）   | 矢作町（一部）      | 昭和30年4月1日 岡崎市に編入  | 昭和35年1月1日 安城市に編入 | 安城市          |
| 碧 海 郡 | 尾崎村          | 尾崎村                                                        | 志貴村（一部）      | 志貴村（一部）                         | 明治39年5月1日 合併 矢作町（一部）   | 矢作町（一部）      | 昭和30年4月1日 岡崎市に編入  | 昭和35年1月1日 安城市に編入 | 安城市          |
| 碧 海 郡 | 柿碕村          |                                                               | 志貴村（一部）      | 志貴村（一部）                         | 明治39年5月1日 合併 矢作町（一部）   | 矢作町（一部）      | 昭和30年4月1日 岡崎市に編入  | 昭和35年1月1日 安城市に編入 | 安城市          |
| 碧 海 郡 | 宇頭茶屋村      |                                                               | 志貴村（一部）      | 志貴村（一部）                         | 明治39年5月1日 合併 矢作町（一部）   | 矢作町（一部）      | 昭和30年4月1日 岡崎市に編入  | 昭和35年1月1日 安城市に編入 | 安城市          |

## 行政
安城市政の特徴は、農業関係者が大きく関与していることである。
1952年（昭和27年）の市制施行時、市議会議員に占める農業関係者の割合は77%で、当時の市の人口に占める割合の32%を大きく上回っていた。1970年代頃から減少するも、1999年でも43%が農業関係者だった。また、歴代市長も6人中4人が愛知県立安城農林高等学校およびその前身校の出身者で、残る2人も岩月収二が農業補習学校、神谷が東京農業大学出身であり、歴史的に農政関係者が市長に就任している。
2009年（平成21年）には安城市の公式マスコットキャラクターとしてきーぼーが採用された。

### 市長
- 市長：三星元人（2023年2月15日就任）

歴代市長
| 代   | 氏名     | 就任日        | 退任日        | 備考                                   |
| ---- | -------- | ------------- | ------------- | -------------------------------------- |
| 初代 | 大見為次 | 1952年5月5日  | 1955年1月24日 | 辞職                                   |
| 初代 | 大見為次 | 1955年2月15日 | 1959年2月14日 | 1955年から県知事選と同日選挙となった。 |
| 2代  | 石原一郎 | 1959年2月15日 | 1967年2月14日 |                                        |
| 3代  | 杉浦彦衛 | 1967年2月15日 | 1979年2月14日 |                                        |
| 4代  | 岩月収二 | 1979年2月15日 | 1991年2月14日 |                                        |
| 5代  | 杉浦正行 | 1991年2月15日 | 2003年2月14日 |                                        |
| 6代  | 神谷学   | 2003年2月15日 | 2023年2月14日 |                                        |
| 7代  | 三星元人 | 2023年2月15日 | 現職          |                                        |

### 財政
税収は西三河地方の自動車産業を中心とした好景気を背景に市民税収入が増加して高水準を維持しており、歳入に占める自主財源の比率が高く、地方交付税の普通交付税不交付団体である。
市債の残高は、2001年度に653億6800万円ほどに達したものの、それをピークに減ってきており、2018年度には379億8970万円にまで減少し、公債費比率は0.3%になっている。
2018年度の一般会計決算では、歳入733億9976万円に対して、歳出660億1668万円を計上した。
- 財政力指数：1.27（2018年度）
- 経常収支比率：77.1%（2018年度）
- ラスパイレス指数：98.9%（2018年度）

2015年度に策定された、2016年度から2023年度における第8次安城市総合計画では「幸せつながる健幸都市 安城」を目指す都市像に据え、“豊かさ”とともに“幸せ”を実感できる5つの要素「5K」として以下の5つをあげている。
2019年度（平成31年度）当初予算案は以下のとおり。
| 会計名   | 予算額           | 前年度対比                   |
| -------- | ---------------- | ---------------------------- |
| 一般会計 | 672億9,000万円   | 0.3％減                      |
| 特別会計 | 290億8,200万円   | （会計移動があり昨年比なし） |
| 企業会計 | 121億6,200万円   | （会計移動があり昨年比なし） |
| 全会計   | 1,085億3,400万円 | 1.6％減                      |

### 広域行政
知立市、刈谷市、碧南市、高浜市と本市の5市で衣浦東部広域行政圏を構成し、協議会では事業の連携についての計画が策定された。現在実施している事業は以下の2つ。
- 2003年（平成15年）に広域連合の衣浦東部広域連合が発足し、消防業務を委託している。本部は刈谷市に置かれている。
- 2008年（平成20年）に、農業共済事業を行う公益法人として西三河農業共済組合が発足した。本部は本市にある。これは、1990年（平成2年）に発足した一部事務組合の衣浦東部農業共済事務組合が岡崎額田地区・豊田三好地区の一部事務組合及び西尾幡豆地区の広域連合の農業共済部門と合併し、より広域化したものである。

### その他の機関
県の機関
- 愛知県衣浦東部保健所 安城分室
- 西三河県税事務所 安城徴収課・安城間税課[注釈 1]
- 西三河水道事務所・安城浄水場
- 愛知県総合教育センター 農業教育共同実習所
- 愛知県農業総合試験場 水田利用研究室

県公社
- 公益財団法人愛知水と緑の公社 三河事務所・安城処理場

## 議会

### 県議会
- 2023年愛知県議会議員選挙
  - 選挙区：安城市選挙区
  - 定数：2人
  - 投票日：2023年4月9日
  - 当日有権者数：148,017人
  - 投票率：44.85％

| 候補者名 | 当落 | 年齢 | 所属党派   | 新旧別 | 得票数   |
| -------- | ---- | ---- | ---------- | ------ | -------- |
| 今井隆喜 | 当   | 45   | 自由民主党 | 現     | 23,012票 |
| 永田敦史 | 当   | 52   | 無所属     | 新     | 22,817票 |
| 稲垣退三 | 落   | 54   | 無所属     | 新     | 19,534票 |

- 2019年愛知県議会議員選挙
  - 定数：2人
  - 選挙区：安城市選挙区
  - 執行日：2019年4月7日

| 候補者名 | 当落 | 年齢 | 所属党派   | 新旧別 | 得票数 |
| -------- | ---- | ---- | ---------- | ------ | ------ |
| 嶋口忠弘 | 当   | 60   | 無所属     | 現     | 無投票 |
| 今井隆喜 | 当   | 41   | 自由民主党 | 現     | 無投票 |

### 衆議院
- 選挙区：愛知13区 （碧南市、刈谷市、安城市、知立市、高浜市）
- 任期：2024年10月27日 - 2028年10月26日
- 投票日：2024年10月27日
- 当日有権者数：422,024人[42]
- 投票率：59.86％

| 当落 | 候補者名 | 年齢 | 所属党派   | 新旧別 | 得票数    | 重複 |
| ---- | -------- | ---- | ---------- | ------ | --------- | ---- |
| 当   | 大西健介 | 53   | 立憲民主党 | 前     | 137,944票 | ○    |
|      | 石井拓   | 59   | 自由民主党 | 前     | 90,214票  | ○    |
|      | 牛田清博 | 66   | 日本共産党 | 新     | 16,818票  |      |

## 国家機関
- 東海農政局 新矢作川用水農業水利事業所
- 自衛隊愛知地方協力本部 安城案内所
- 名古屋地方検察庁 岡崎支部 安城区検察庁

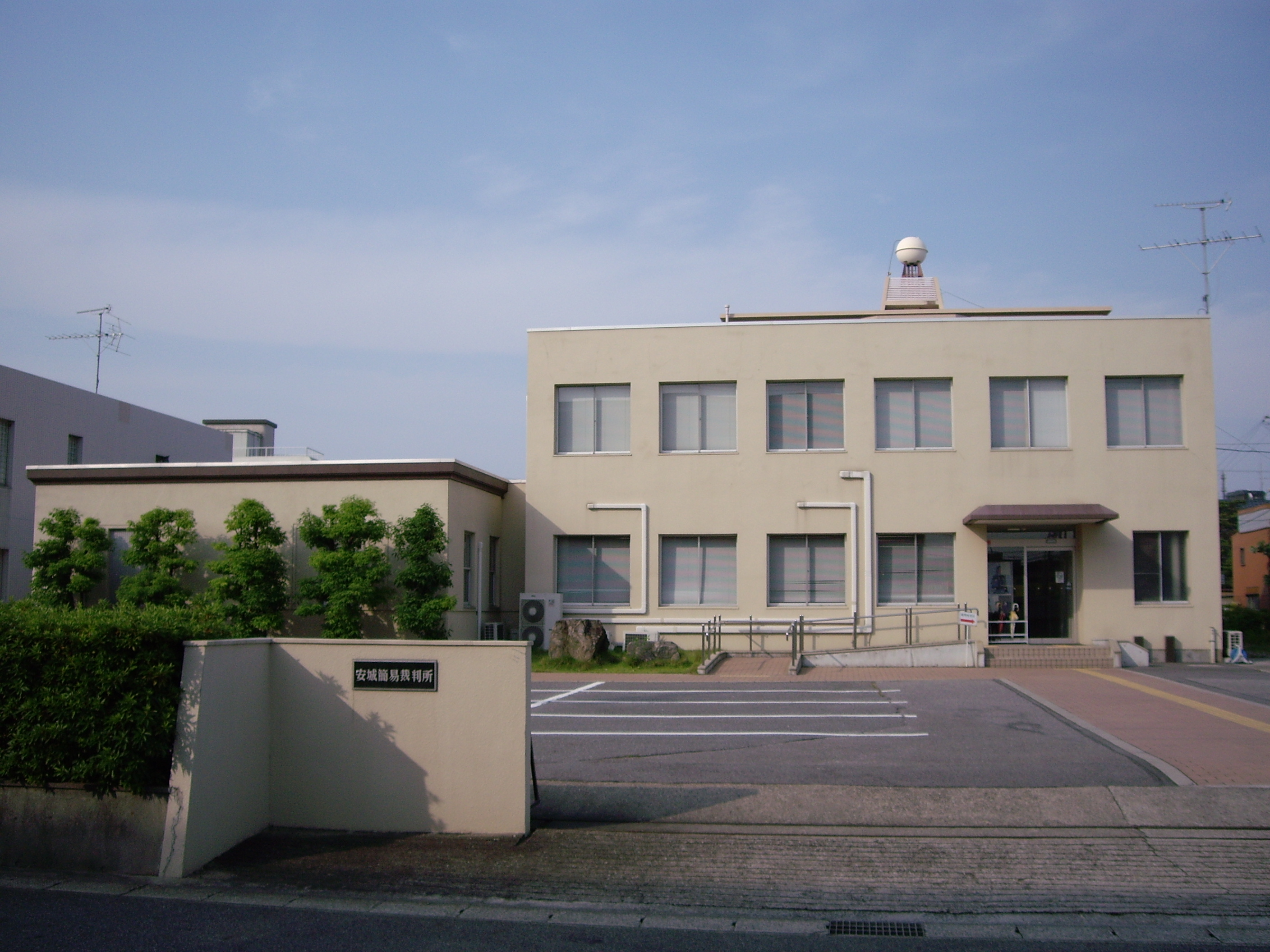
安城簡易裁判所

市内には、安城簡易裁判所、安城区検察庁が設置されている。以前は、名古屋法務局安城出張所があったが、統廃合で名古屋法務局刈谷支局に移転した。地方裁判所・家庭裁判所は、名古屋地方裁判所岡崎支部・名古屋家庭裁判所岡崎支部の管轄になっている。
- 安城簡易裁判所

## 施設

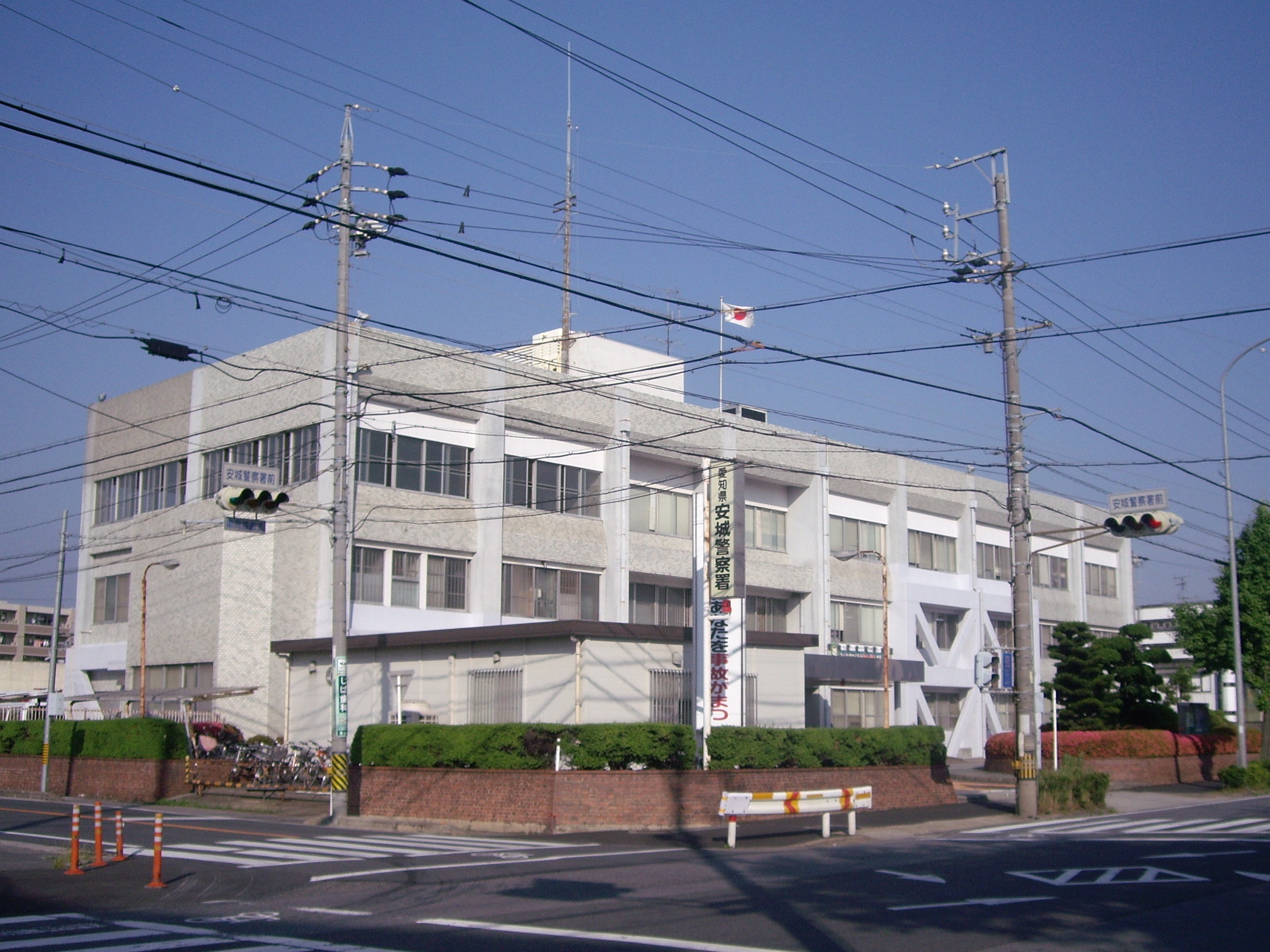
安城警察署

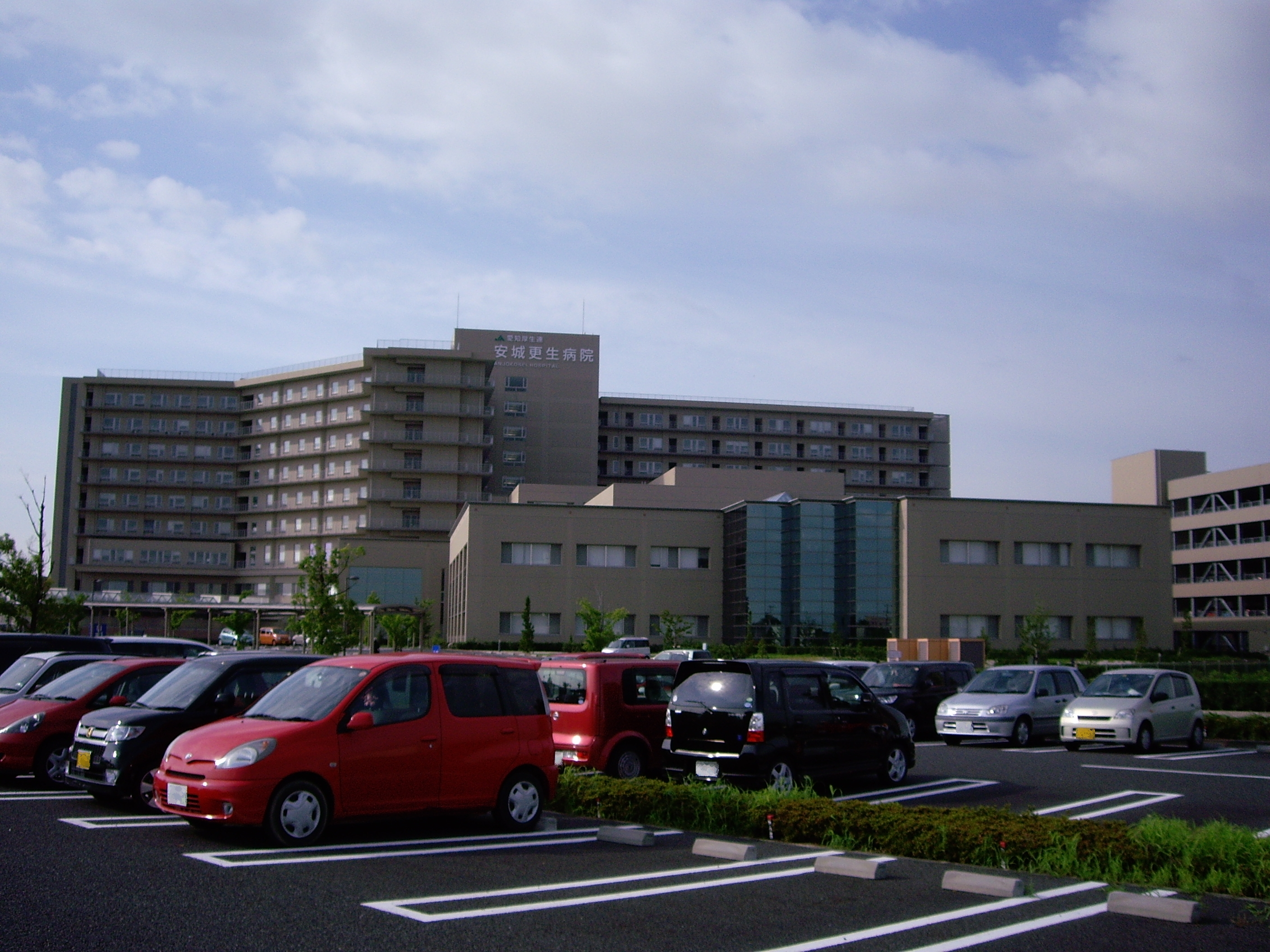
安城更生病院

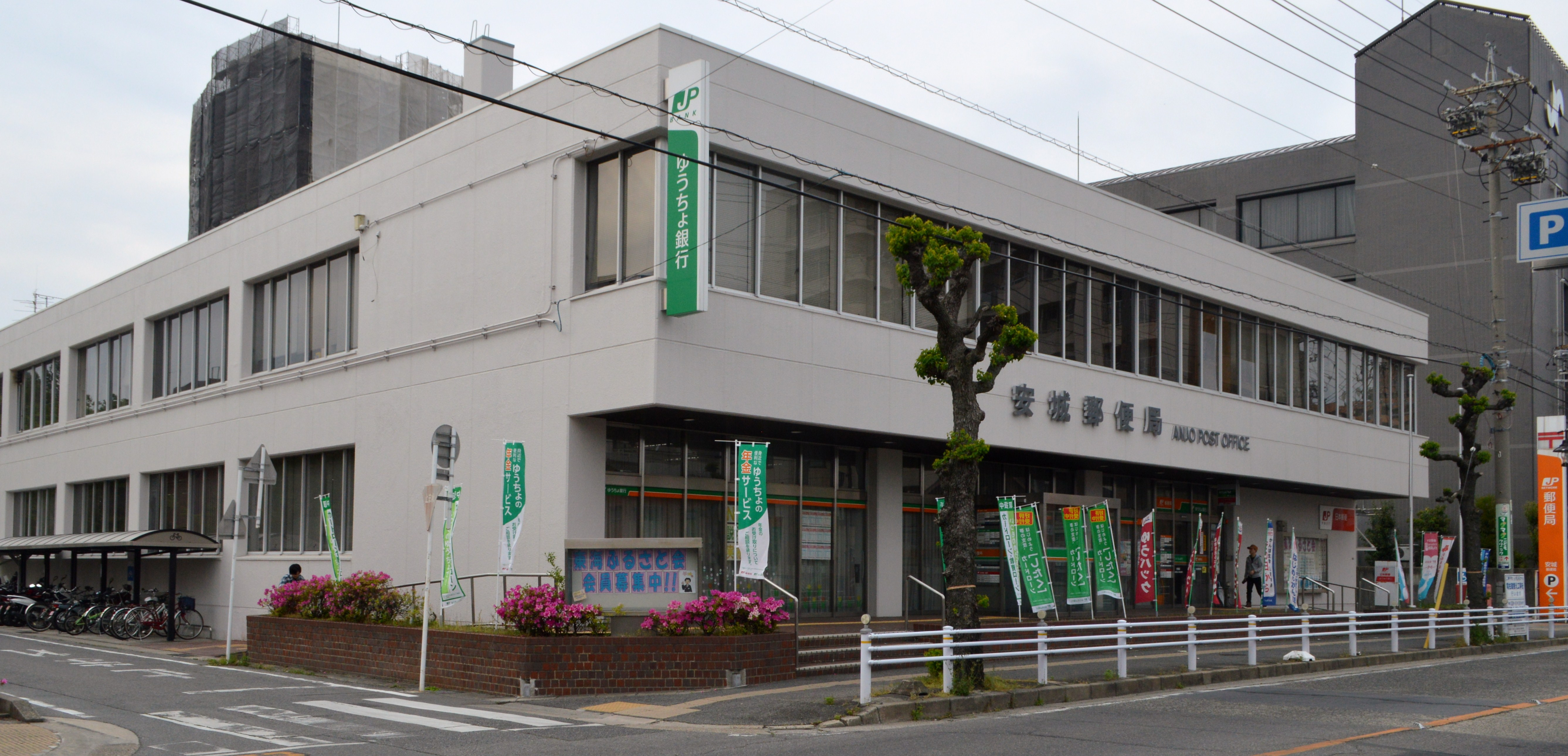
安城郵便局

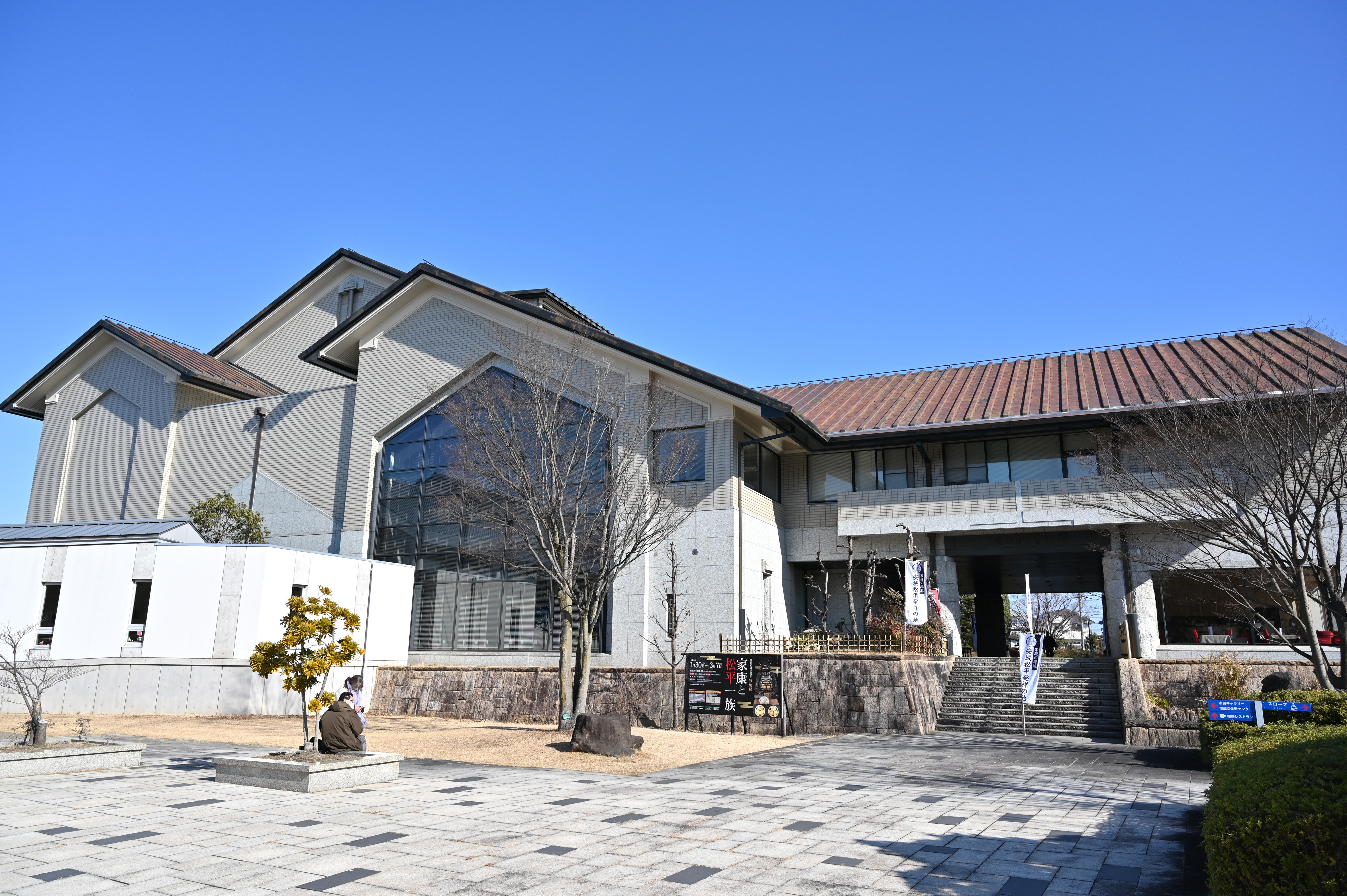
安城市歴史博物館

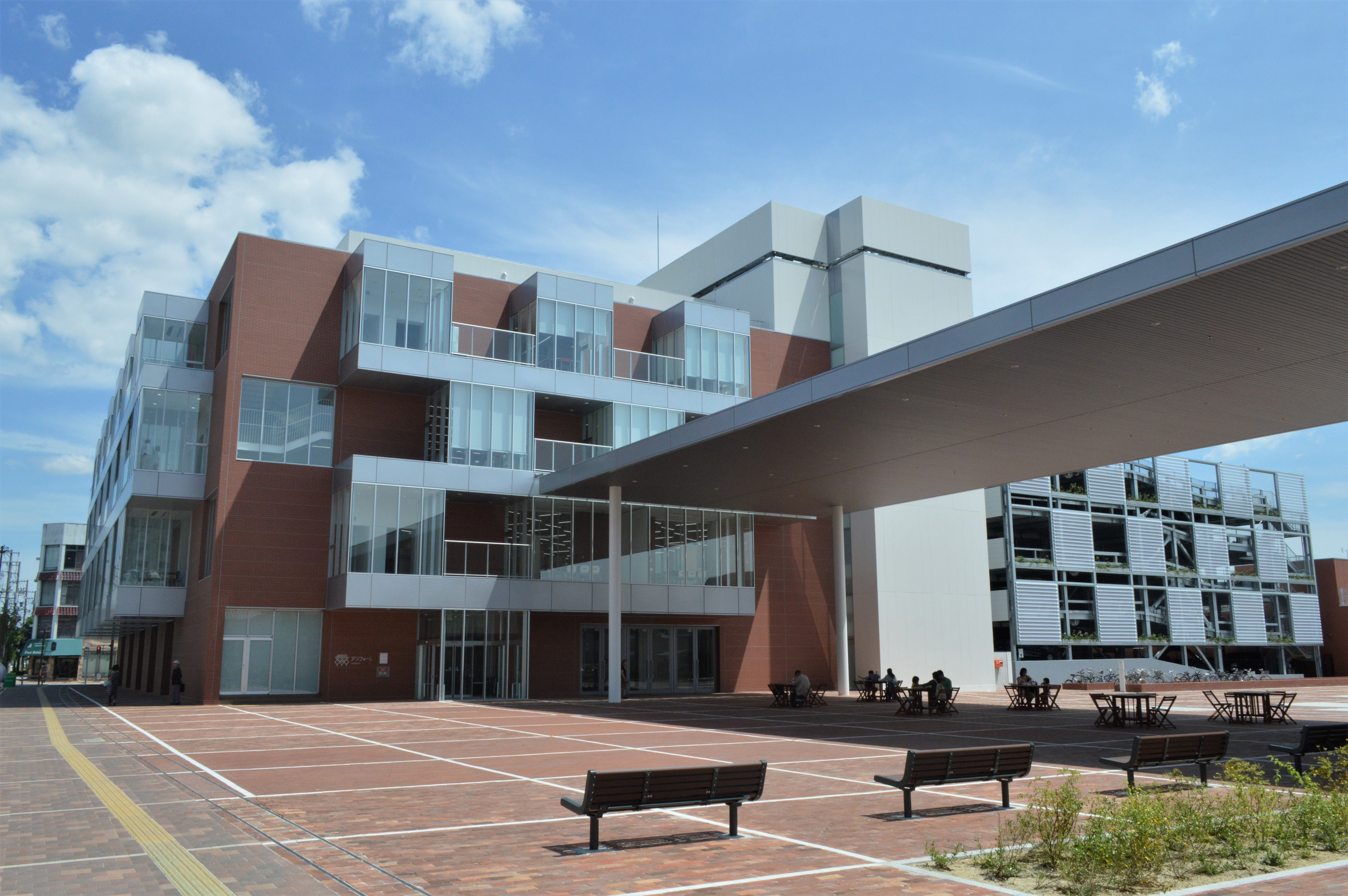
アンフォーレ（安城市図書情報館）

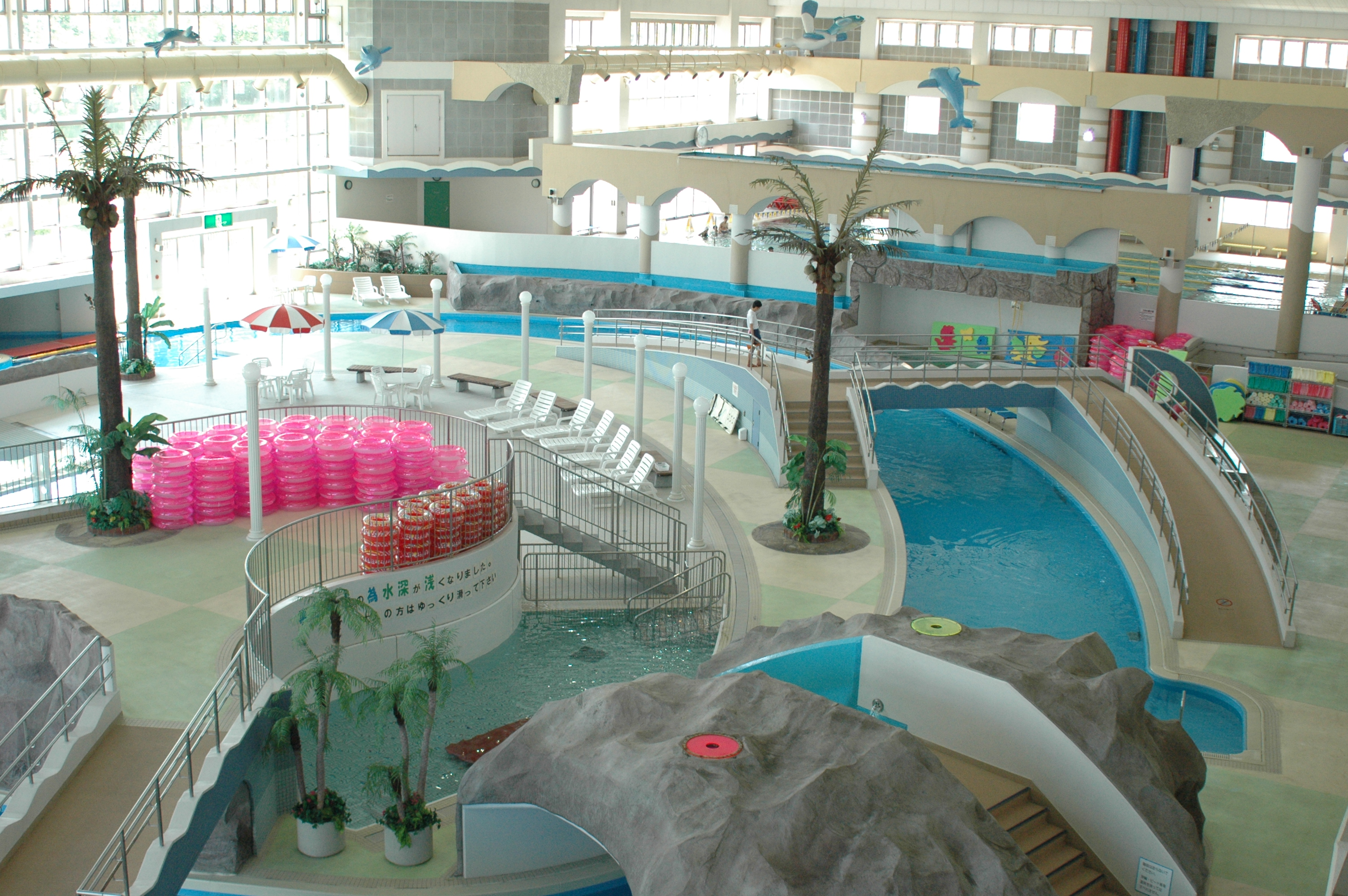
マーメイドパレス

### 警察
1948年（昭和23年）に自治体警察の安城町警察（1952年の市制施行以後は、安城市警察）が発足して、警察署には国家地方警察愛知県本部碧海地区警察署が併設されたが、1954年（昭和29年）の警察法改正で愛知県警察に吸収された。
現在は市内全域と知立市が愛知県警安城警察署の管轄となっており、市内には交番が8軒、駐在所2軒ある。
本部
- 愛知県警察 安城警察署

交番
- 安城北交番（安城市東栄町2丁目）
- 競技場前交番（安城市新田町）
- 安城駅前交番（安城市昭和町）
- 桜井交番（安城市桜井町新田124）
- 三河安城駅前交番（安城市二本木町）
- 明祥交番（安城市根崎町）
- 大岡交番（安城市大岡町）
- 作野交番（安城市住吉町）

駐在所
- 福釜警察官駐在所（安城市福釜町）
- 高棚警察官駐在所（安城市高棚町）

### 消防
1959年（昭和34年）に安城市消防本部が組織されて消防業務が行われてきたが、2003年（平成15年）に碧海5市により「衣浦東部広域連合」が発足。消防が50万人の人口を擁する組織となった。広域連合の衣浦東部消防局によって運営されている。
市域は東海地震・東南海地震による被害を受けるとされており、2002年（平成14年）に大規模地震対策特別措置法の「地震防災対策強化地域」、2003年（平成15年）に「東南海・南海地震防災対策推進地域」に指定された。市としても、2004年（平成16年）の新潟県中越地震を契機に東海北陸自動車道の全通を見据えて、日本海側の富山県砺波市および石川県加賀市と災害時相互応援協定を結んだ。
治水面では、都市化に伴う保水力の低下を補うために、調整池や遊水池の整備がされている。
本部
- 衣浦東部消防局

消防署
- 安城消防署（安城市横山町浜畔上111）

分署
- 北分署（安城市東栄町馬捨場26-6）
- 南分署（安城市石井町石原31-1）

出張所
- 西出張所（安城市福釜町細湫40）

### 医療
安城市では、JA愛知厚生連が運営する安城更生病院が市民病院として位置づけられている。市も積極的に財政支援を行い、2002年に新築移転した。また、市は更なる医療の充実を図るため、市北部に位置する八千代病院を第2市民病院と位置付けて財政支援を行い、2005年にマキタ第3工場跡地に新築移転した。
救急指定病院
- 愛知県厚生農業協同組合連合会 安城更生病院
- 特定医療法人財団新和会 八千代病院

### 郵便局
郵便番号は旧桜井町域および旧明治村域が「444」なのを除いて「446」である。郵便の集配業務は、「446」地域は安城郵便局、「444」地域は桜井郵便局と明治郵便局が請け負っている。
主な郵便局
- 安城郵便局
- 桜井郵便局

### 文化施設
公民館
- 安城市民会館
- へきしんギャラクシープラザ（文化センター、中央公民館）

博物館・資料館
- 安城市歴史博物館
- 安城市埋蔵文化財センター・安城市民ギャラリー
- 水のかんきょう学習館

図書館
- アンフォーレ（安城市図書情報館）

### 運動施設
- 安城市総合運動公園
  - 安城市スポーツセンター
  - 安城市体育館（東祥アリーナ安城）
- マーメイドパレス（安城市レジャープール）

## 対外関係

### 海外
姉妹都市
- ハンティントンビーチ市（アメリカ合衆国カリフォルニア州）
  - 1982年7月4日姉妹都市提携 - 安城市の市制30周年を記念して姉妹都市協定を締結。毎年、中学生のホームステイや市民団の派遣を行っている。
- ホブソンズ・ベイ市（オーストラリア連邦ビクトリア州）
  - 1994年10月15日姉妹都市提携 - 1988年より前身のアルトナ市と姉妹都市として交流してきたが、新市発足に伴い改めて協定を締結。毎年、中学生のホームステイや市民団を派遣している。
- コリング市（デンマーク王国ヴァイレ県）
  - 2009年1月21日姉妹都市提携 - デンパークの開場を記念して1997年4月24日に友好都市協定を締結。2009年に姉妹都市提携を結んだ。

フレンドシップ相手国
2005年に開催された愛知万博では、名古屋市を除く愛知県内の市町村が120の万博公式参加国をそれぞれフレンドシップ相手国として迎え入れる「一市町村一国フレンドシップ事業」が行われた。安城市はアメリカ合衆国、オーストラリア連邦、コートジボワール共和国、デンマーク王国を迎え入れている。

### 国内
姉妹都市
- 根羽村（長野県下伊那郡）
  - 1991年4月姉妹都市提携 - 「矢作川水源の森」分収育林契約締結[46]
  - 矢作川上流域の根羽村とは、1983年に安城市茶臼山高原野外センターを設けて以来、同センターで市内中学校の体験キャンプを行うなど、友好関係にあった。1991年に森林法の森林整備協定に基づいて、茶臼山麓の森林の共同経営を行う契約を結んだ。

その他
- TASKIプロジェクト（中部環境先進5市サミット）
  - Tajimi、Anjo、Shinshiro、Kakegawa、Iidaの5都市の頭文字から｢TASKIプロジェクト｣と呼ばれる。中部地方での先進的な環境対策を取り組んでいく。

## 経済

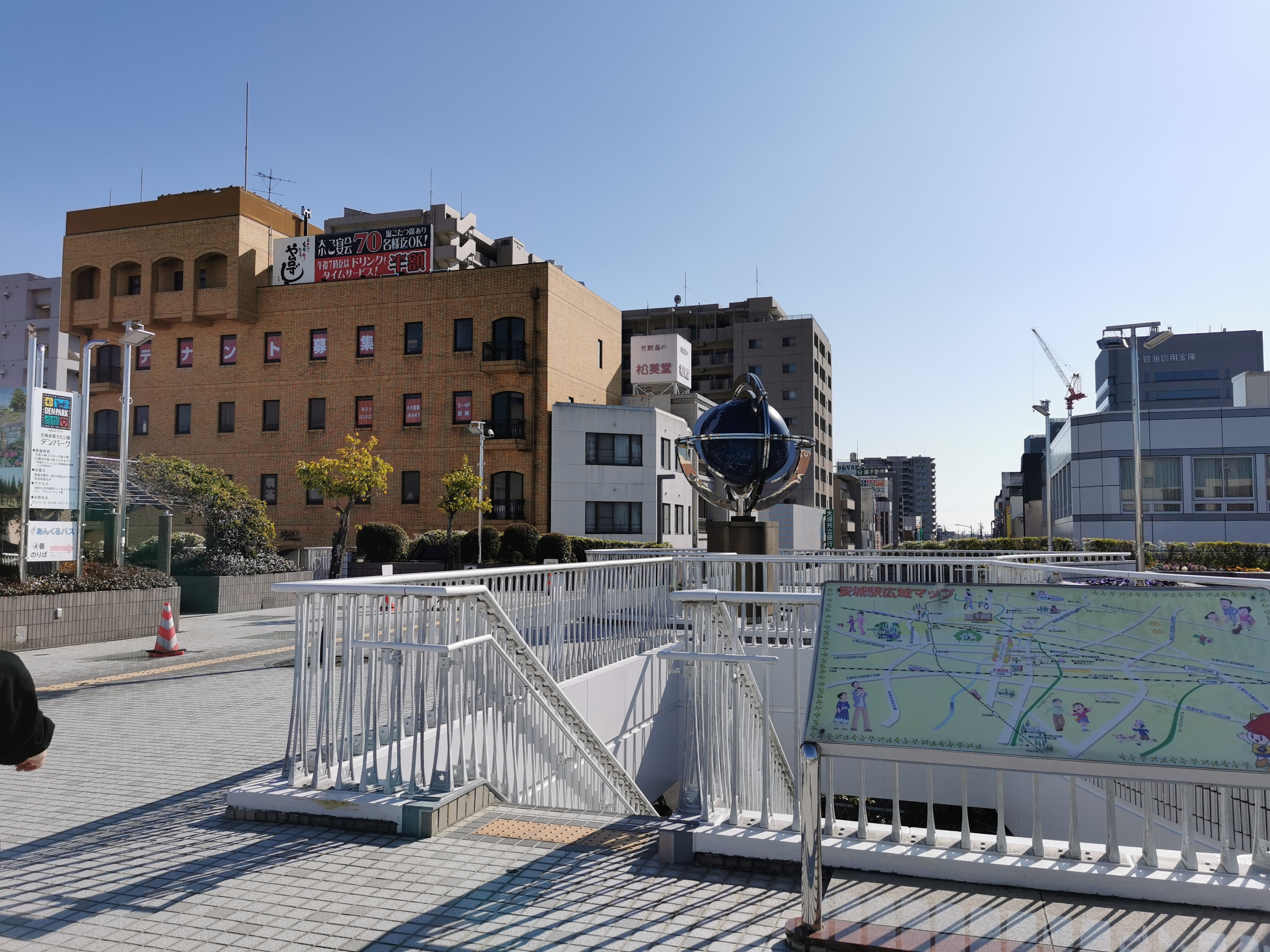
安城駅ペデストリアンデッキからの風景

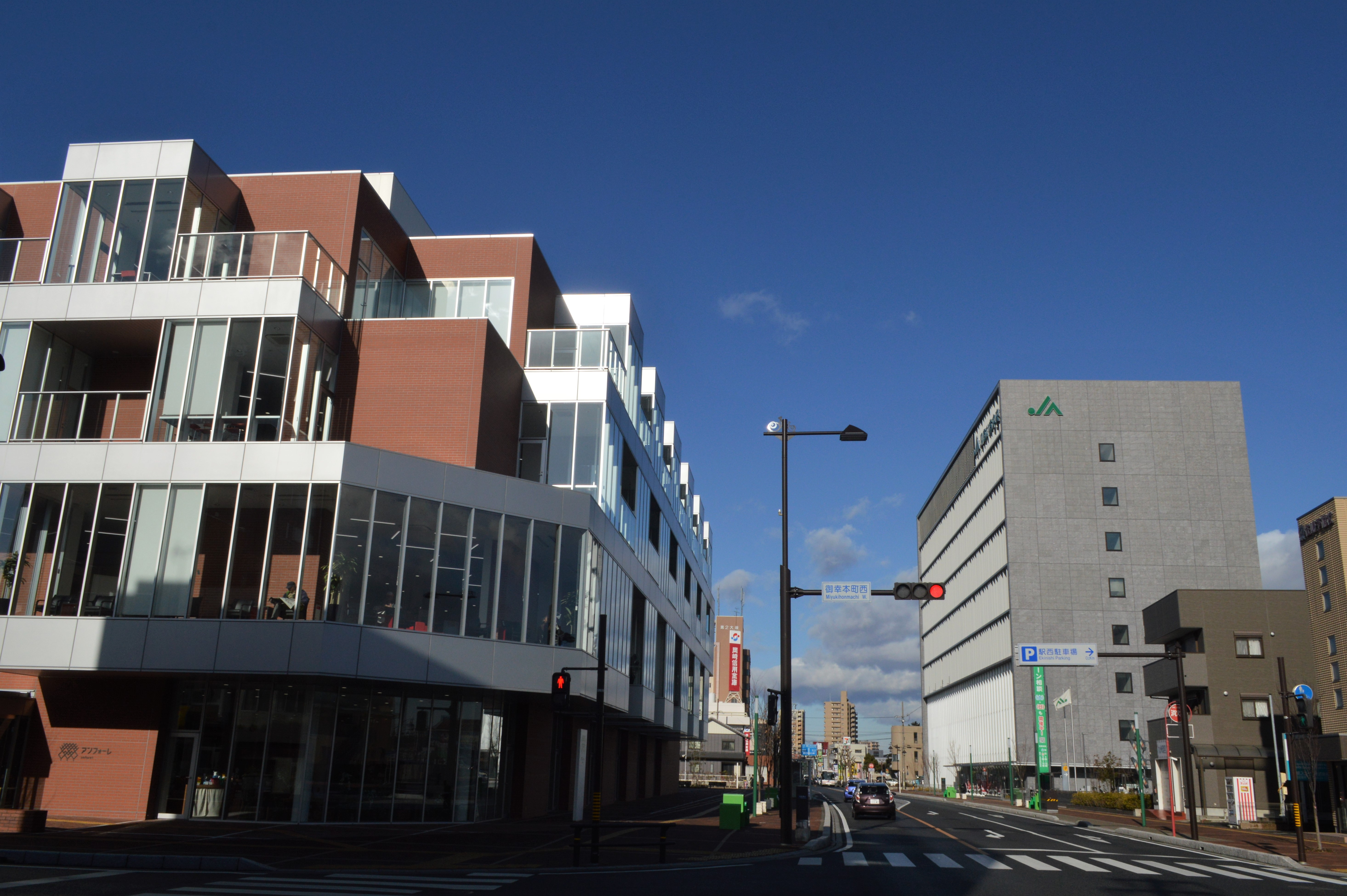
中心市街地

トヨタ自動車の工場が集積する豊田市に隣接することなど、交通が至便なことなどから、自動車工業を中心とした第二次産業が市の中心産業となっている。多くの大工場が集積し、中京工業地帯を構成する都市のひとつである。製造品出荷額等は、1986年から県内の自治体で上位5番以内に入っており、2019年は2兆4403億6100万円で県内4位だった。一方、安城の発展に大きく寄与した農業もさかんで、県下有数の農業地帯となっている。水稲のほかにも、果樹や花きの生産、畜産などの多角的な農業が営まれている。しかし、農業人口や農地面積の減少が続いており、農業生産も減少傾向にある。2018年の農業産出額は69億7000万円だった。

### 第一次産業
農業
明治用水開通以前、碧海台地は安城ヶ原や五箇野ヶ原、猿町ヶ原、長洗原などと呼ばれるやせ地で、台地を流れる川の谷間に水田が作られていた。台地上に水田は2,300haあり、このうち延べ488haの溜池を利用した水田の面積は約1,200haだった。主な農作物は木綿やサツマイモだったという。
1879年に明治用水の開通した3年後の1883年に水田面積は4,300ha、1907年には8,100haに拡大した。安城町には農業関連機関が集中し、愛知県立農林学校、愛知県立農事試験場、愛知県立農業補習学校、満鉄飼料研究所、愛知県立種鶏場などが置かれた。農業関連機関の集中は安城町の発展に大きく寄与した。また、農林学校校長兼農事試験場長の山崎延吉により農業の多角化・共同化が提唱され、実施されたことから1920年から30年代にかけて農業先進国のデンマークにあやかり「日本デンマーク」と呼ばれている。この背景には、明治以降に切り開いた土地だったために寄生地主制がそれほど強くなく、自作農、特に大経営の農家が多かったことがあげられる。ただし、農業の多角化といっても米麦・蔬菜・養鶏の三角形栽培が最も多く、梨や西瓜の栽培も多かった。農業の共同化は失敗したものの、協業経営は成功して産業組合が設立され企業化されるに至ったものまであった。1923年、碧海郡購買販売組合連合会（丸碧）が設立され、米や鶏卵の協同販売に乗り出した。そのほか、安城町農会が文化活動に積極的に関与し、農村文化の向上のために啓蒙誌『安城』の発刊や、安城農業図書館を設置した。また、丸碧により碧海郡唯一の総合病院として更生病院が設立された。こうして、産業組合・農会・農民が一体となって町を発展させていった。
しかし、昭和恐慌によって大都市市場は縮小。さらに満州事変に端を発する戦争の悪化で、不要不急の作物として果実栽培や養鶏などの統制が始まり、多角形農業から米作中心の普通作物に重点を置く農業へ転換された。丸碧は解散、産業組合も統合されていった。戦後の高度経済成長期に入ると農地の工場敷地・宅地化が進み、専業農家が減少していった。1996年、安城市農協が合併し、あいち中央農業協同組合となった。
2015年の統計では2,028戸の農家が存在し、うち専業農家が325戸で7割以上が兼業農家となっている。農業従事者は減少が続いており、2015年の統計では従事者数2,086人で、2000年の7,525人から大きく減らしている。また耕地面積も縮小傾向にあり、2019年で3,650haだった。2018年度の農業産出額は69億7000万円で県下第11位である。
主な生産作物
（作付面積、県内順位は2015年度のデータ）
- 水稲 - 1,629ha（県下第3位）
- 小麦 - 1,013ha（県下第2位）
- 大豆 - 873ha（県下第2位）
- キュウリ - 14ha（県下第1位）
- イチジク - 58ha（県下第1位）
- ナシ - 76ha（県下第3位）

### 第二次産業
工業
江戸時代以前は、三河木綿を利用した綿糸業と、製瓦業が行われているのみだった。明治時代になると、ガラ紡を利用した製綿が行われたが、明治用水の完成による綿花栽培の減少によって衰退していった。その後、碧海郡が繭の生産地だったことから、1910年に愛三製糸が、1911年には安城山丸製糸場が設立され、製糸業が発達した。1920年・21年には三州社、帝国製糸がそれぞれ工場を置き、製糸業は隆盛を極めることとなるが、大正末期には衰退していき、工場の閉鎖が相次いだ。中心産業を失った安城町は昭和初期に一時的に景気が停滞するものの、1933年に内外綿（現・新内外綿）を、1934年に辻紡績を誘致し、紡績業を中心産業に据えることに成功した。また、1936年に森永食品（現・森永製菓）、1939年に中央精機、1941年に明治乳業など、食品・機械の工場も進出した。しかし時局の悪化を受けて、内外綿は大同製鋼（現・大同特殊鋼）に、辻紡績は愛知航空機となり、軍需工場への転換が進んだ。1945年には名古屋市の空襲激化とともに、牧田電機製作所（現・マキタ）などが市内へ移転した。
戦後の1950年には倉敷紡績の誘致に成功し、再び紡績業を中心に発展していく。更に、1960年に既存工場の設備増強と誘致を目的に工場誘致条例が制定され、国道1号や東海道本線といった大動脈が通過する地理的条件も加わり安城市には多数の工場が設立された。この頃から繊維工業に代わり、機械工業を中心に発展していくことになる。特に、1967年に日本電装（現・デンソー）安城製作所が進出してから、トヨタ系企業を中心とする自動車工業の集約が顕著となった。
2020年の工業製造品出荷額等は前年より793億円(2.4%)多い2兆5196億6100万円であった。これは愛知県内では豊田市、名古屋市、岡崎市に次いで第4位であり、全国でも上位20位以内である。また、安城市単体より工業製造品出荷額等が少ない都道府県は全国で13県ある。
また、2019年の従業者数は50,811人であった。これは愛知県内では豊田市、名古屋市に次いで第3位であった。
| 工業事業所数 （上位3位のみ、2018年・経済産業省工業統計調査） - 1 輸送用機械器具製造業 - 96 - 2 生産用機械器具製造業 - 88 - 3 金属製品製造業 - 54 | 工業製造品出荷額等 （上位3位のみ、2018年・経済産業省工業統計調査） - 1 輸送用機械器具製造業 - 1兆3740億1950万円 - 2 電気機械器具製造業 - 4239億1890万円 - 3 食料品製造業 - 1146億3614万円 |

### 第三次産業
商業
商業は明治時代に安城駅が設置されてから、駅の南にできた商店街を中心として発展をしてきた。安城町制施行後に中心部と周辺町村を結ぶ放射道路が整備されたことや、愛知電気鉄道（現・名鉄名古屋本線）や碧海電気鉄道（現・名鉄西尾線）の開通などにより商圏を拡大した。戦後は1954年（昭和29年）から商店街で安城七夕まつりが開かれ、商店街には1968年（昭和43年）に西川屋（現・ユニー）が、1973年（昭和48年）にダイエーが進出した。
1990年代頃から市内外に郊外型の大型商業施設が次々と開業した。1996年（平成8年）にザ・モール安城、1997年（平成9年）にイトーヨーカドー安城店、2006年（平成18年）にアピタ安城南店が開業している。これにより、中心市街地の集客力は低下し、中心市街地の大型スーパーは次々と撤退。1998年（平成10年）にトポス安城店（旧ダイエー安城店）、2003年（平成15年）にユニー安城駅前店が閉店している。2002年（平成14年）には安城更生病院が安城駅前から郊外に移転し、中心市街地の空洞化はより深刻なものとなった。2017年（平成29年）には安城市図書情報館を中心とするアンフォーレが開業し、またマンションやホテルを中心とする土地区画整理事業が進められていることもあり、飲食店を中心に店舗数が増加し、空き店舗は減少傾向にある。
2021年 (令和3年) 11月30日に、ザ・モール安城跡地の開発許可を三井不動産が行い認可された。延床面積13万㎡超の商業施設が計画されている。
2016年（平成28年）の統計では、年間商品販売額は6939億2300万円であり、卸売業が4767億5300万円、小売業が2171億7000万円であった。
市内の大型商業施設
- ショッピングセンター[78]
  - アンディショッピングセンター（ドミー新安城店、ヤマナカ新安城店）
  - さるびあプラザ（イトーヨーカドー安城店）
  - ピアゴ東栄店
  - ピアゴ福釜店
  - ピアゴ ラ フーズコア三河安城店
  - アピタ安城南店
  - バロー安城日の出店
  - バロー安城店
  - でっかいどう!!（フィール高棚）
  - ビッグリブ安城店
  - フェルナ今池店
  - ららぽーと安城(2025年4月18日オープン予定)[79]。
- レジャー施設
  - 安城コロナワールド

### 本社を置く企業
- 製造業
  - マキタ 本社
  - 中央精機 本社事業所
  - アイシン 安城工場・小川工場・安城第1工場・安城第2工場・安城モータ工場
  - デンソー 安城製作所・高棚製作所
  - デンソーエレクトロニクス 本社
  - 豊田自動織機 安城工場
  - 愛三工業 安城工場
  - イノアックコーポレーション 安城事業所・桜井事業所
  - 倉敷紡績 安城工場
  - ニチバン 安城工場・中央研究所
  - ニッスイ 安城工場・安城冷凍工場
  - 森永製菓 中京工場
  - 山崎製パン 安城工場
  - ユーハイム 中央工場
- 金融業
  - 碧海信用金庫 本店
  - あいち中央農業協同組合 本店
- その他
  - スギホールディングス 本店
  - 三河日産自動車 本社
  - 東祥 本社
  - ABホテル 本社
  - 東祥アセットマネジメント・東祥東海リート投資法人 本店
  - カリツー 本社

## 情報・生活

### マスメディア

#### 放送局
ケーブルテレビ（CATV）は、刈谷市に本社を置くキャッチネットワーク（KATCH）の管内である。
またコミュニティFMにおいては、KATCH系列のエフエムキャッチ（Pitch FM）の放送エリアとなっている。

### ライフライン

#### 上下水道
上水道
北部・南部の各浄水場と中部配水場によって、それぞれの地域に水が送られる。愛知県水道用水供給事業で供給された水と、浄水場の敷地内の深井戸で取水した水を給水している。上水道の人口普及率は99.89%（2009年度）。
- 北部浄水場 - 場内の7本の深井戸と豊田浄水場（水源：矢作ダム）の水を給水する。
- 中部配水場 - 尾張東部浄水場（水源：牧尾ダム、阿木川ダム、味噌川ダム）の水を給水する。
- 南部浄水場 - 場内の4本の深井戸から取水した水を給水する。

下水道
市内を3つに区分けし、矢作川、境川、衣浦東部の各処理区の流域下水道として処理される。それとは別に、福釜町や榎前町などの福釜東部地区では農業集落排水が行われている。また、各処理区によってマンホールのフタの意匠が異なっている。
現在の人口あたりの下水道普及率は78.5%で、整備面積は2,320haである（いずれも2016年度）。
- 矢作川処理区（マンホール：安城七夕まつり）
- 境川処理区（マンホール：三河萬歳（みかわまんざい））
- 衣浦東部処理区（マンホール：鴨とモモの花）
- 福釜東部処理区（マンホール：イチジク）

#### 電信
- 西日本電信電話（NTT西日本）- NTT西日本-東海（NTTビジネスソリューションズ）

市外局番
- 市外局番は市内全域で0566（刈谷MA）が使用される。

#### 処理施設
安城市のごみ処理量は人口の増加にともない急増し、1997年に1日240トンのごみ処理能力を持つ環境クリーンセンターを開設して以来、リサイクルプラザや資源化センター、また市内各所にリサイクルステーションを設置するなどして3Rによるごみ減量に取り組んできた。しかし、近い将来にごみ処理量が限界を迎えることが予測され、市民1人当たり25%のごみ減量を呼びかけている。

## 交通

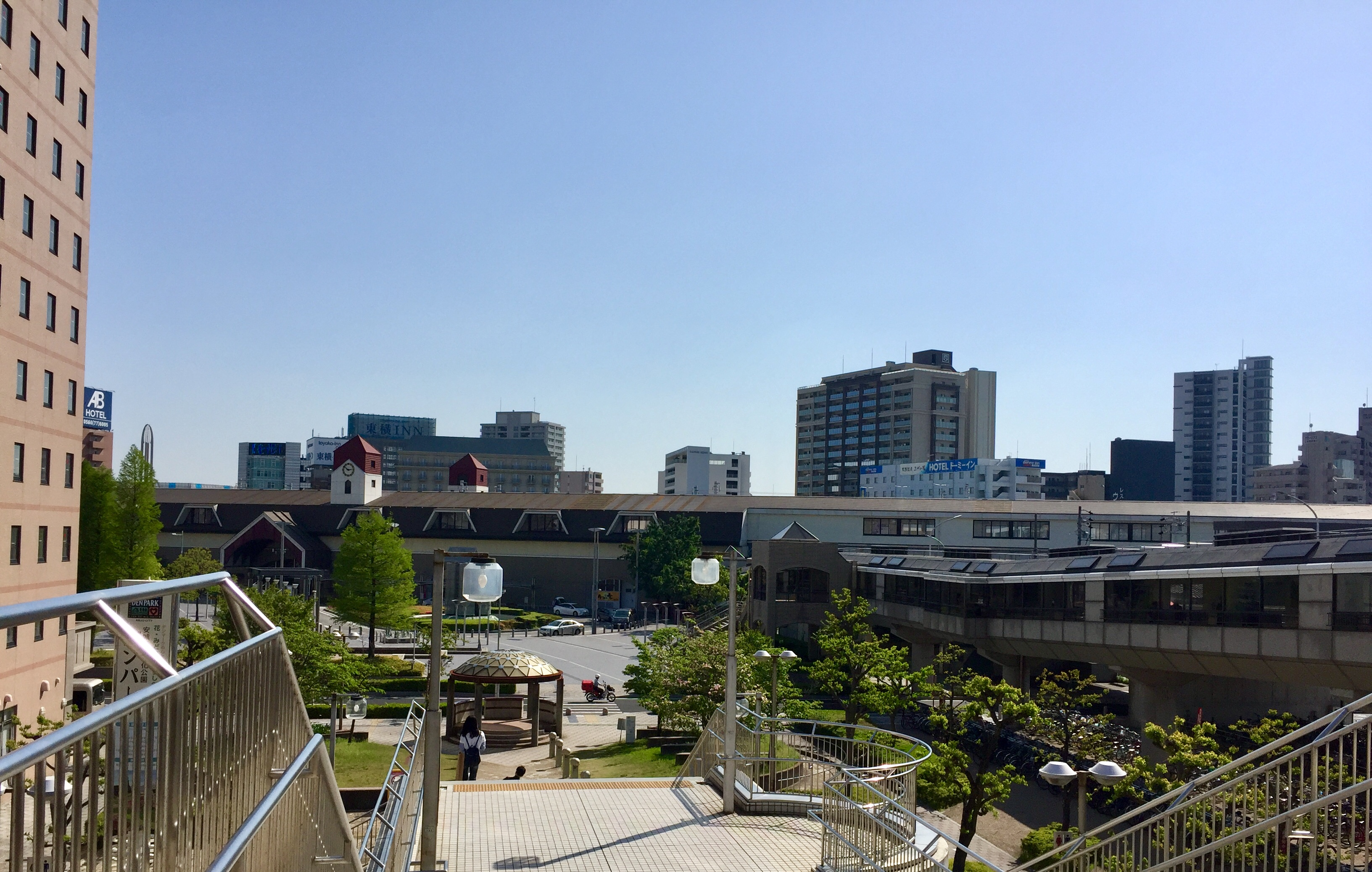
三河安城駅

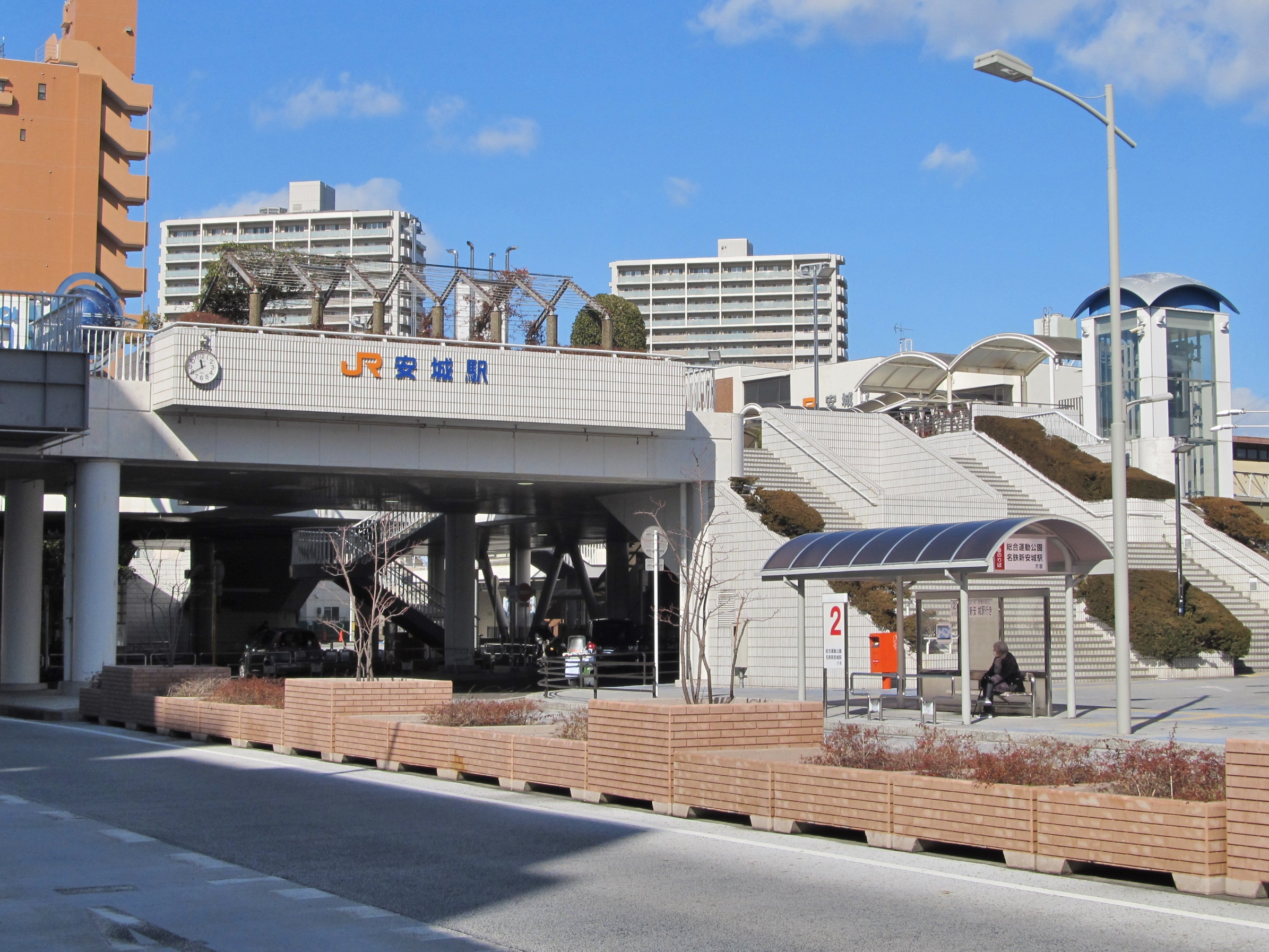
安城駅

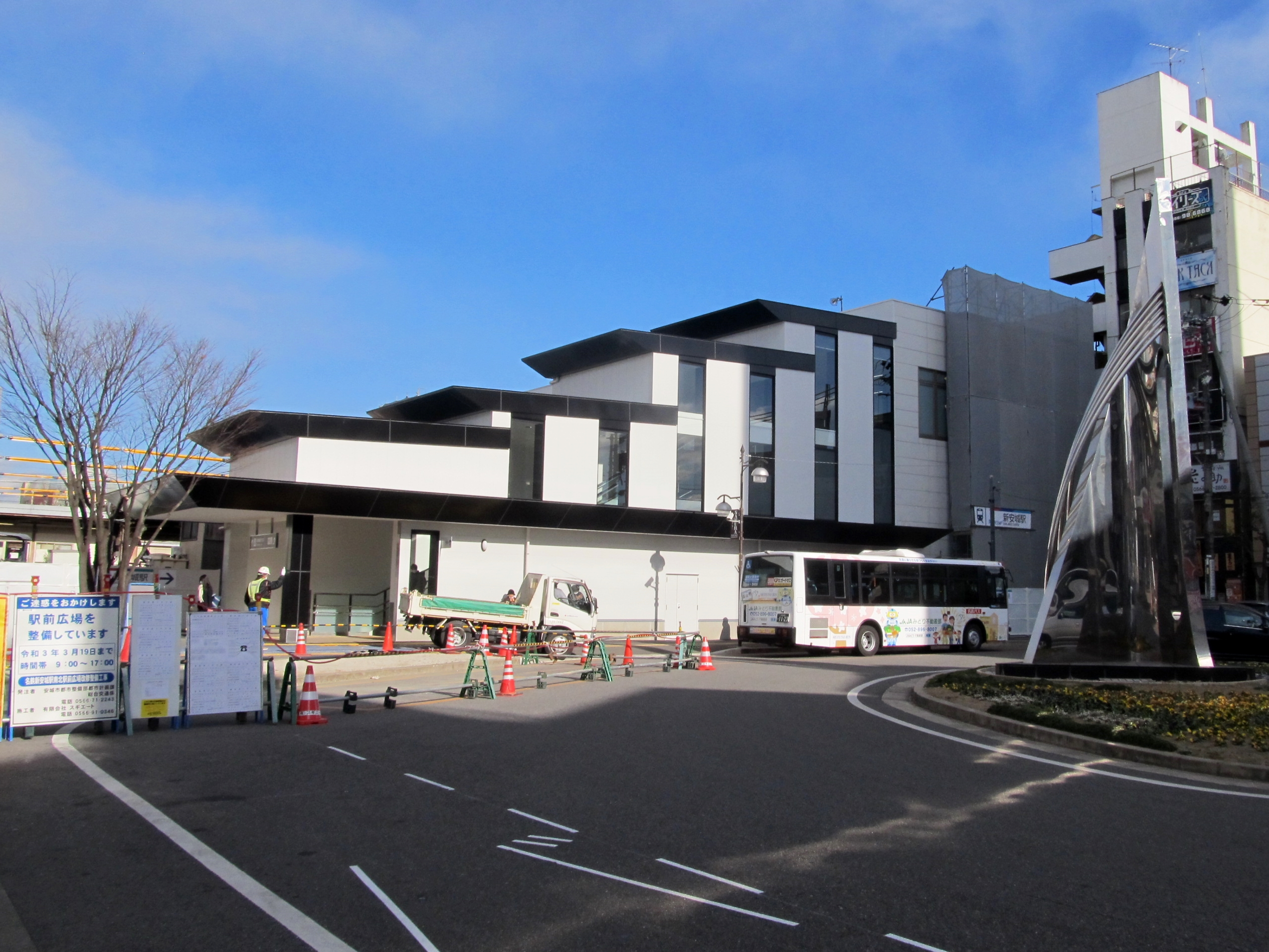
新安城駅

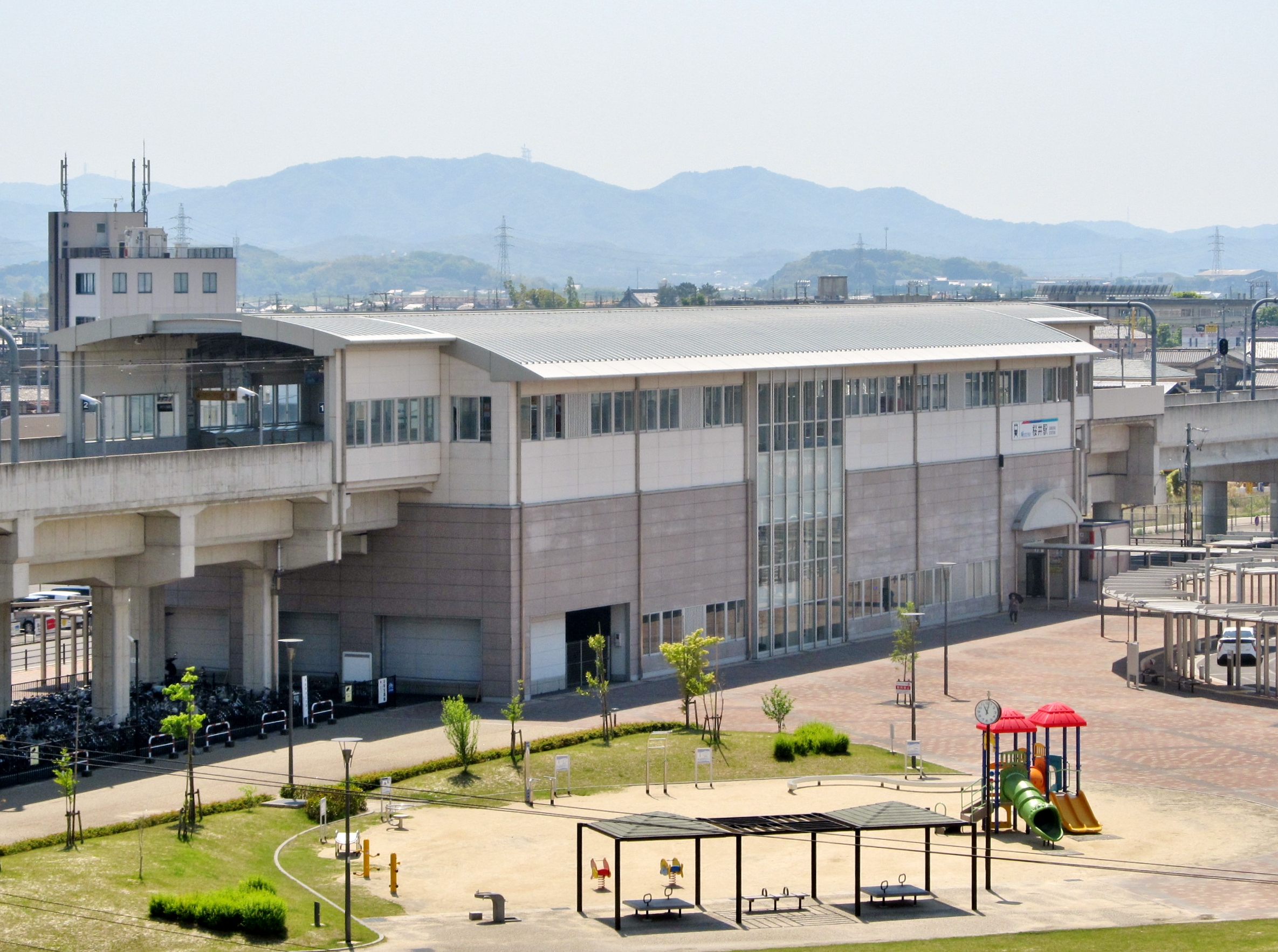
桜井駅

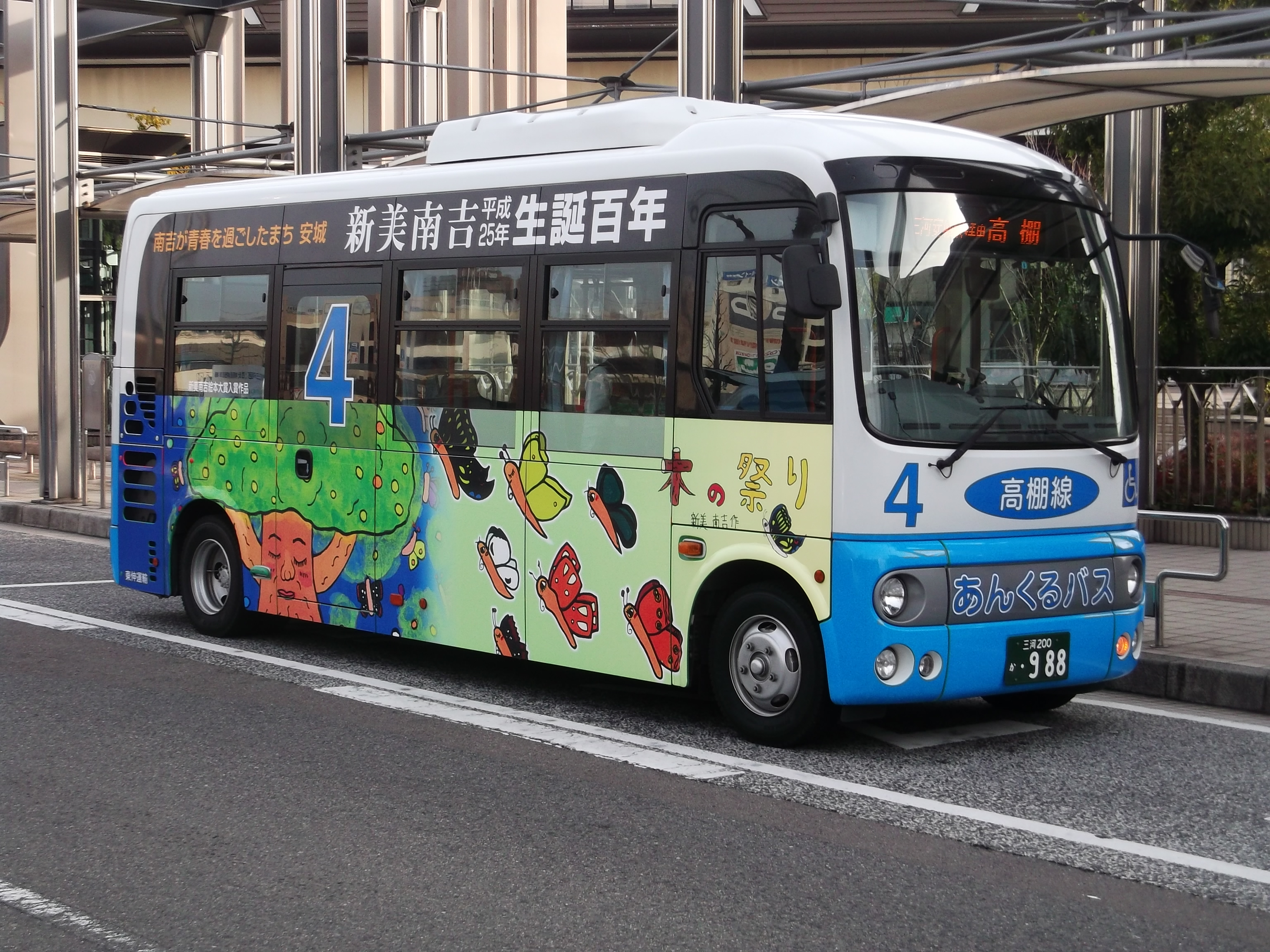
あんくるバス

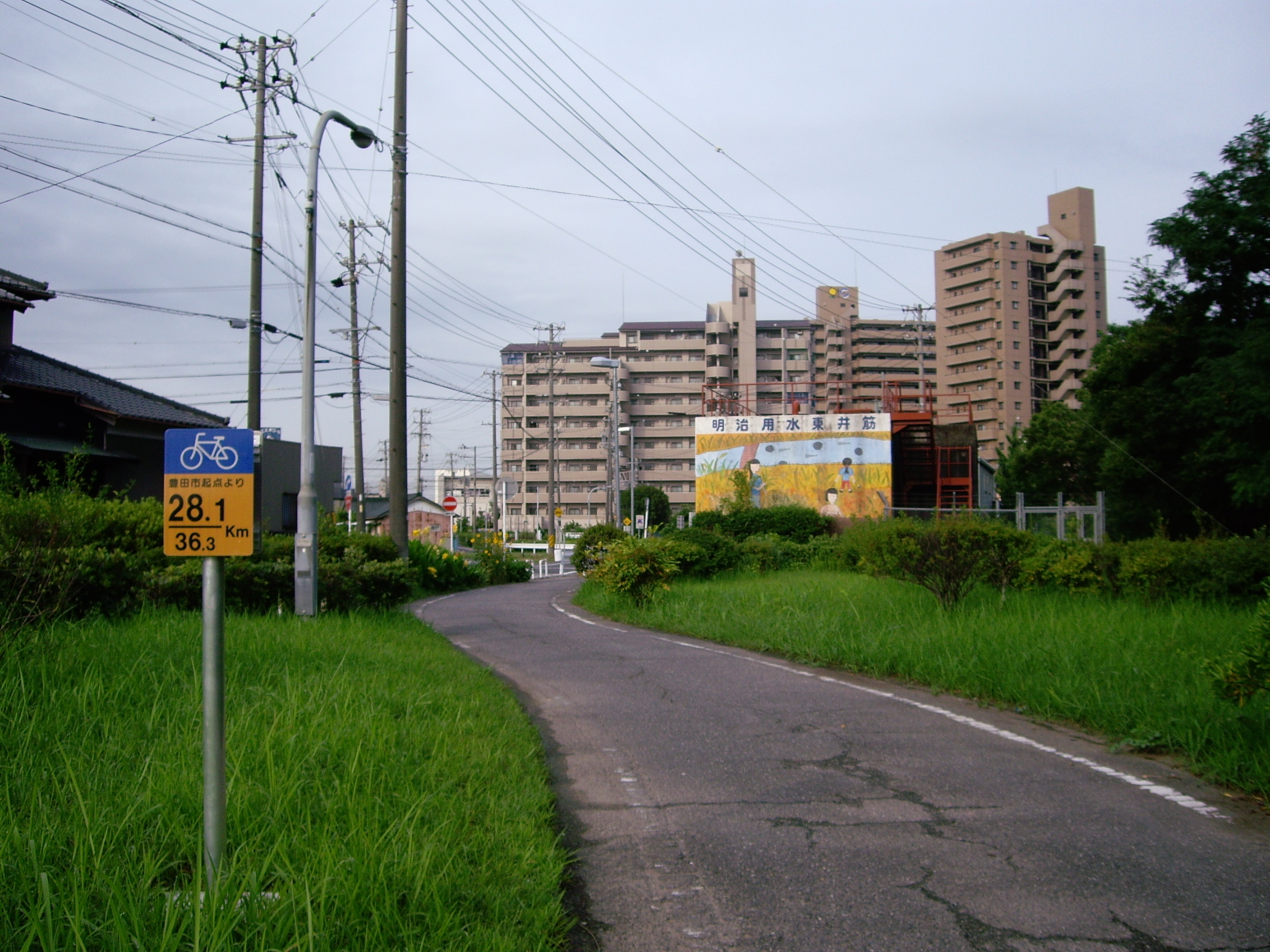
豊田安城自転車道（大東町内）

安城市は「エコサイクルシティ」構想を発表し、公共交通機関の充実とともに自転車の利用を促進している。

### 鉄道
鉄道は東海道新幹線や東海道本線、名鉄名古屋本線といった幹線が通っている。また、名鉄西尾線が市東部を南北に縦断しているが、一部単線で運行本数が少ない。
1899年、現在の東海道本線に安城駅が開業、1906年には愛知電気鉄道岡崎線（現・名鉄名古屋本線）の今村駅（現・新安城駅）が開業した。1926年には碧海電気鉄道（現・名鉄西尾線）が今村 - 米津間で開業した。1988年には、東海道新幹線の三河安城駅が開業し、東海道本線にも駅が開設された。また、2008年には名鉄が輸送力増強のため名鉄西尾線の桜井駅付近で高架複線化を実施し、藤井町付近の工場群の通勤ラッシュによる道路渋滞の緩和のため南桜井駅が設けられた。
名古屋市に直通している新幹線を除く路線は東海道本線と名鉄名古屋本線の2本あり、両線の安城駅と新安城駅の各駅が市の中心駅となっている。名鉄は市北部、JRは市中部を通っており、両駅の間は離れている。現在、名鉄は名鉄名古屋 - 新安城間が570円、金山 - 新安城間は510円の運賃体系なのに対し、JRは名古屋・金山 - 三河安城・安城間に特定区間運賃を採用し、運賃を従来の590円から480円にしている。
- 名古屋 - 安城間及び名鉄名古屋 - 新安城間の優等列車による輸送の比較

| 路線           | 列車種別           | 最短所要時間 | 本数（日中）                                | 運賃  |
| -------------- | ------------------ | ------------ | ------------------------------------------- | ----- |
| JR東海道本線   | 新快速             | 22分         | 毎時2本                                     | 480円 |
| JR東海道本線   | 快速               | 24分         | 毎時2本                                     | 480円 |
| 名鉄名古屋本線 | 特急（一部特別車） | 25分         | 毎時2本                                     | 570円 |
| 名鉄名古屋本線 | 急行（西尾線直通） | 29分         | 毎時2本                                     | 570円 |
| 名鉄名古屋本線 | 急行               | 31分         | 毎時4本（途中快速特急または特急の待避あり） | 570円 |

#### 鉄道路線
東海旅客鉄道（JR東海）
- 東海道新幹線：（豊橋市）- 三河安城駅 -（名古屋市中村区）
- 東海道本線：（岡崎市）- 安城駅 - 三河安城駅 -（刈谷市）

名古屋鉄道（名鉄）
- 名古屋本線：（知立市）- 新安城駅 -（岡崎市）
- 西尾線：新安城駅 - 北安城駅 - 南安城駅 - 碧海古井駅 - 堀内公園駅 - 桜井駅 - 南桜井駅 -（西尾市）

#### 廃止路線
名古屋鉄道
- （1961年廃止）安城支線：南安城駅 - 安城駅

### バス

#### 路線バス
安城駅を中心として名鉄バスの路線が整備されているが、2000年頃より始まった名鉄バスの路線再編を受けて、現在は新安城駅と安城更生病院を南北に結ぶ安城線、東岡崎駅の東部方面へ向けた岡崎・安城線が運行されているのみで、決して便利とはいえない状況にある。そのため、2000年より名鉄バスが廃止を表明した安城・高棚線を引き継いだうえに新たに市街地を回る市街地線を加える形で市運営のコミュニティバス「あんくるバス」の運行が開始された。その後、名鉄バス安城線への補助を打ち切って南部線を開設するなど運行系統・本数は順次拡大され、現在は10路線が運行されている。北部線以外の路線は、すべて安城更生病院へ向かうため、交通弱者のための病院への足として重要な役割を担っている。2009年からは、碧南市の「くるくるバス」が、市内の榎前町にバス停を設置し、あんくるバスとの乗り継ぎを行っている。一方、現行の名鉄バス路線も、赤字から廃止が言及されており、市が補助金を出して支援を行っている。
名鉄バス
- 安城線　新安城駅 - 池浦 - JR安城駅 - 安城更生病院
- 岡崎安城線　東岡崎駅 - 康生町 - 矢作 - JR安城駅

あんくるバス 10系統（11路線）
- 0 循環線 左まわり（右まわり）
- 1 安祥線
- 2 桜井線
- 3 南部線
- 4 高棚線
- 5 東部線
- 6 西部線
- 7 作野線
- 8 北部線
- 9 桜井西線

#### 高速バス
高速バスは、2005年の中部国際空港開業に合わせて知多乗合（知多バス）が南安城駅から空港連絡バスを運行していたが、2016年4月1日廃止された。また、2009年に新宿駅から東名高速道路を経由して名古屋駅を結ぶ「新宿ライナー三河・なごや号」（2012年から「ドリームなごや・三河号」）がJRバス関東とJR東海バスの共同運行により始まり、三河安城駅に停車している。
ドリームなごや号（三河号）（JR東海バス）（JRバス関東）（毎日1往復）
- バスタ新宿・東京駅日本橋口・新木場駅行
- 東京駅 - 三河安城駅 - 名古屋駅
- 東京駅 - 三河安城駅 - 名古屋駅

#### 廃路線
名鉄バス
- 安城線　若林駅前 - デンソー前 - 新安城 - 池浦 - 安城駅前 - デンパーク - マーメイドパレス - 東端
  - 新安城 - 篠目 - 安城駅前 - 安城更生病院
  - 新安城 - 豊臣機工前
- 安城・新川線　新安城 - 池浦 - 安城駅前 - 安城市役所前 - 榎前 - 北新川駅前
- 安城・高棚線　安城駅前 - 安城市役所前 - 榎前 - 高棚

知多バス
- 安城・中部空港線
南安城駅 ・ 中部国際空港行き
南安城駅 - 安城駅 - 三河安城駅 - 高棚 - （高浜市） - 半田市 - 中部国際空港

### 道路
市内を東西に貫く道路は、国道1号やそのバイパス道路の国道23号（知立バイパス）といった幹線道路がそれぞれ市の北・南を通っており、市の中心部は愛知県道48号岡崎刈谷線が整備されている。
一方で、市内の南北を結ぶ主要道路では慢性的な渋滞が発生し、特に朝夕の通勤・帰宅ラッシュ時には大渋滞となる。そのため、一部の道路では国道1号や名鉄名古屋本線との立体交差事業を進め、渋滞緩和に向けて道路環境整備が行われている。

#### 高速道路
- 伊勢湾岸自動車道

※ ICはないが、豊田JCT～豊田南IC間の一部で里町を走っている。(約300m)

#### 国道
- 国道1号
- 国道23号・名豊道路（岡崎バイパス、知立バイパス）
（西尾市）- 藤井IC - 安城西尾IC - 和泉IC - 高棚福釜IC - 高棚北IC -（刈谷市）

#### 県道
主要地方道
- 愛知県道12号豊田一色線
- 愛知県道44号岡崎西尾線
- 愛知県道45号安城碧南線
- 愛知県道46号西尾知多線
- 愛知県道47号岡崎半田線
- 愛知県道48号岡崎刈谷線
- 愛知県道56号名古屋岡崎線
- 愛知県道76号豊田安城線
- 愛知県道78号安城幸田線

一般県道
- 愛知県道230号鴛鴨安城線
- 愛知県道285号安城八ツ田知立線
- 愛知県道286号安城桜井線
- 愛知県道288号豊田安城自転車道線
- 愛知県道292号幸田石井線
- 愛知県道293号桜井岡崎線
- 愛知県道294号西尾小川線
- 愛知県道295号道場山安城線
- 愛知県道296号小垣江安城線
- 愛知県道298号安城知立線
- 愛知県道299号南中根小垣江線
- 愛知県道509号新幹線三河安城停車場線
- 愛知県道510号三河安城停車場線

#### 自転車の利用
自転車専用道路として明治用水緑道が市内を通っている。明治用水の水路を地下に暗渠化し、その上部利用として自転車道（歩道も並走）として整備したもので、全長22kmの豊田安城自転車道など5つの道が設置されている。鉄道・道路はほとんど立体交差しているため分断されることが少なく、幅員もゆったりしているため、使いやすい緑道として普段は中高生の通学やジョギングなどにも利用されている。バイクは通行不可の看板があり、自動車の危険から隔離された安全地帯となっている。
また、安城市内外の人に無料でレンタサイクルを行っている。安城駅南口、安城市役所、デンパーク、桜井公民館など9ヶ所に貸し出し拠点があり、どのサイクルポートでも返却可能。自転車はノーパンクタイヤを使用しており、かごにはスポンサー企業広告が掲示されている。

### ナンバープレート
- 車検証の住所（使用者）が本市にある自動車には、三河ナンバーが交付される。

## 教育

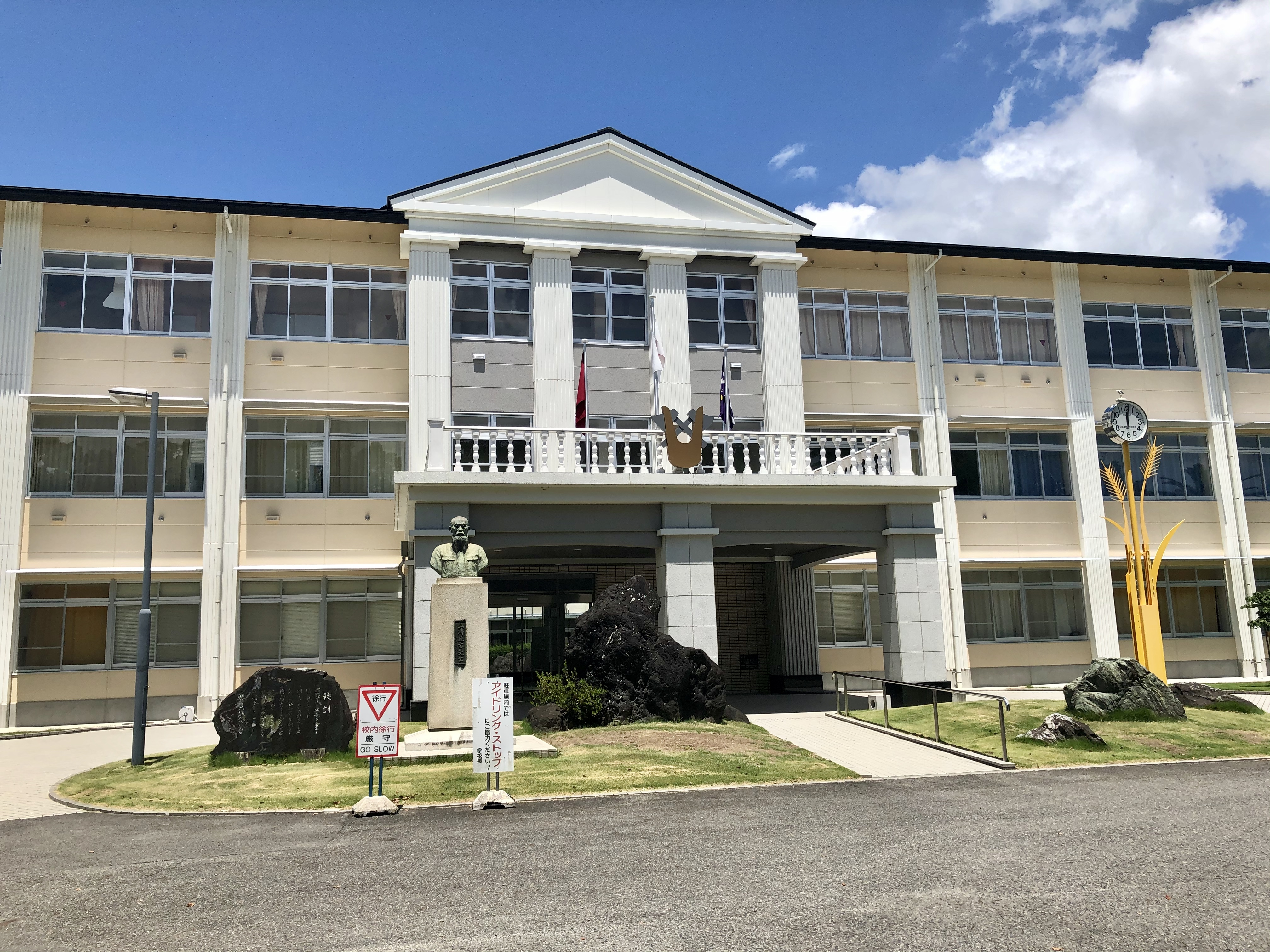
愛知県立安城農林高等学校

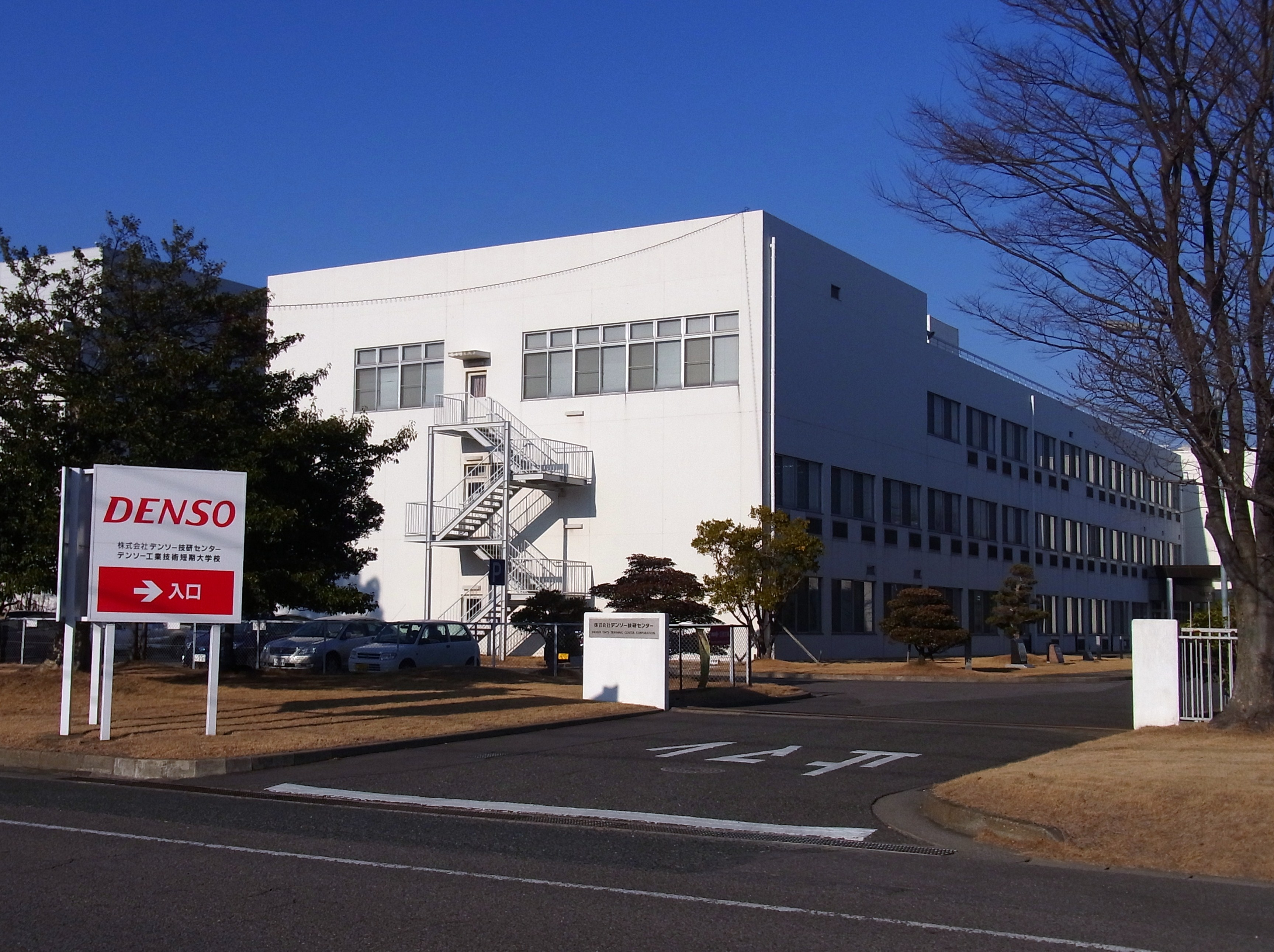
デンソー工業学園

戦前には、愛知県立農林学校をはじめとした多くの農業指導機関が設置された。農林学校内に設置された農業補習学校教員養成所は、青年学校教員養成所などをへて1944年に愛知青年師範学校となった。戦後に青年師範学校は県内にあった他の師範学校2校と合併し、愛知学芸大学安城分校となるが、1952年に岡崎市の本部に統合、廃止された。
一方で、1951年に名古屋大学農学部が、安城町の積極的な誘致により、統合計画のあった愛知学芸大学の敷地内に開設され、東山キャンパス（名古屋市千種区）へ移転する1966年まで安城キャンパスとして使用された。また、愛知学泉短期大学（旧・安城学園女子短期大学）が1950年から1978年にかけて小堤町に、1978年から2007年にかけては桜井町にそれぞれキャンパスを構えていた。
小中学校数は、市制施行時には小学校4校、中学校2校だったが、その後の合併や人口増加により、現在は小学校21校、中学校8校まで増えている。また、ブラジル人の子どもの学校として、エスコーラ・サンパウロ安城校がある。

### 専修学校
私立
- 学校法人さくら学園　安城生活福祉高等専修学校
- 学校法人大岡学園　ファッション文化専門学校
- 安城市医師会　安城碧海看護専門学校
- 愛知県厚生農業協同組合連合会　更生看護専門学校
- 学校法人さくら学園　慈恵歯科医療ファッション専門学校

### 高等学校
県立
- 愛知県立安城農林高等学校
- 愛知県立安城高等学校
- 愛知県立安城東高等学校
- 愛知県立安城南高等学校

私立
- 安城学園高等学校

### 中学校
- 安城市立安城南中学校
- 安城市立安城北中学校
- 安城市立明祥中学校
- 安城市立安城西中学校
- 安城市立桜井中学校
- 安城市立東山中学校
- 安城市立安祥中学校
- 安城市立篠目中学校

### 小学校
| - 安城市立安城中部小学校 - 安城市立安城南部小学校 - 安城市立安城西部小学校 - 安城市立安城東部小学校 - 安城市立安城北部小学校 - 安城市立錦町小学校 - 安城市立高棚小学校 | - 安城市立明和小学校 - 安城市立志貴小学校 - 安城市立桜井小学校 - 安城市立作野小学校 - 安城市立祥南小学校 - 安城市立丈山小学校 - 安城市立里町小学校 | - 安城市立桜町小学校 - 安城市立二本木小学校 - 安城市立桜林小学校 - 安城市立新田小学校 - 安城市立今池小学校 - 安城市立三河安城小学校 - 安城市立梨の里小学校 |

### その他の教育施設
特別支援学校
- 愛知県立安城特別支援学校

インターナショナルスクール
- エスコーラ・サンパウロ 安城校

職業能力開発校
- デンソー工業学園

## 名所・旧跡・観光スポット
年間約50万人の利用者がある観光施設としては、堀内公園や安城産業文化公園デンパークなどがある。

### 名所・史跡
城郭
- 安城古城
- 安祥城 - 安城町にある城跡。平山城で安祥松平家（後の徳川氏）の居城であった。現在は公園として整備され、城跡の一角には安城市歴史博物館が所在する。
- 桜井城址 - 桜井松平家の居城。桜井町城阿原にあり、現在は城山公園として整備されている。
- 上条城

寺院
- 本證寺 - 野寺町にある寺院。鎌倉時代創建で、三河一向一揆の拠点にもなった。全国的にも珍しい城郭寺院の遺構とされ、境内地は愛知県指定史跡に指定されている。重要文化財の「聖徳太子絵伝」「善光寺如来絵伝」を所有している。
- 菩提寺 - 桜井松平家の菩提寺。
- 蓮泉寺 - 三河石川氏の菩提寺で、大浜騒動ゆかりの寺。

神社
- 大岡白山神社 - 徳川家康に所縁がある「三河三白山神社」[91]のひとつ。
- 上条白山媛神社 - 「三河三白山神社」のひとつ。
- 桜井神社 - 旧社格は県社。「三河三白山神社」のひとつ。
- 明治川神社 - 明治用水建設の功労者4人が祀られている神社。
- 安城神社・安城七夕神社 - 安城市役所の南側にある神社。

主な遺跡
- 二子古墳 - 前方後方墳。4世紀初頭の築造。国の史跡に指定されている。愛知県埋蔵文化センターなどの調査で、三河国造の本拠地とされる。
- 姫小川古墳 - 前方後方墳。4世紀後半の築造。国の史跡に指定されている。

### 観光スポット
主な公園
- 安城公園 - 桜町にある公園。園内には約200本のソメイヨシノが植えられており、小動物園やバードハウスなどもある。
- 堀内公園 - 堀内町にある公園。観覧車やメリーゴーラウンドなどの遊具を有する遊園地がある。
- 安城産業文化公園デンパーク - 赤松町にある農業公園。園内には温室や花壇などがあり、産直を有する道の駅が併設されている。
- 油ヶ淵水辺公園・自然ふれあい生態園 - 東端町にある公園。
- 丈山苑 - 和泉町にある庭園。石川丈山が過ごした京都市左京区・一乗寺の詩仙堂を再現し、丈山の作庭した3庭園の様式を織り交ぜた本格的な庭園がある。

主な文化施設
- 丈山文庫 - 和泉町にある資料館。京都にあった石川丈山の書斎「学甫堂」を移築し、丈山のゆかりの品々を公開している。

- 安祥城址
- 本證寺
- 大岡白山神社
- 上条白山媛神社
- 桜井神社
- 明治川神社
- 二子古墳
- 安城公園
- 堀内公園
- 安城産業文化公園デンパーク
- 油ヶ淵水辺公園・自然ふれあい生態園
- 丈山苑

## 文化・名物

### 祭事・催事

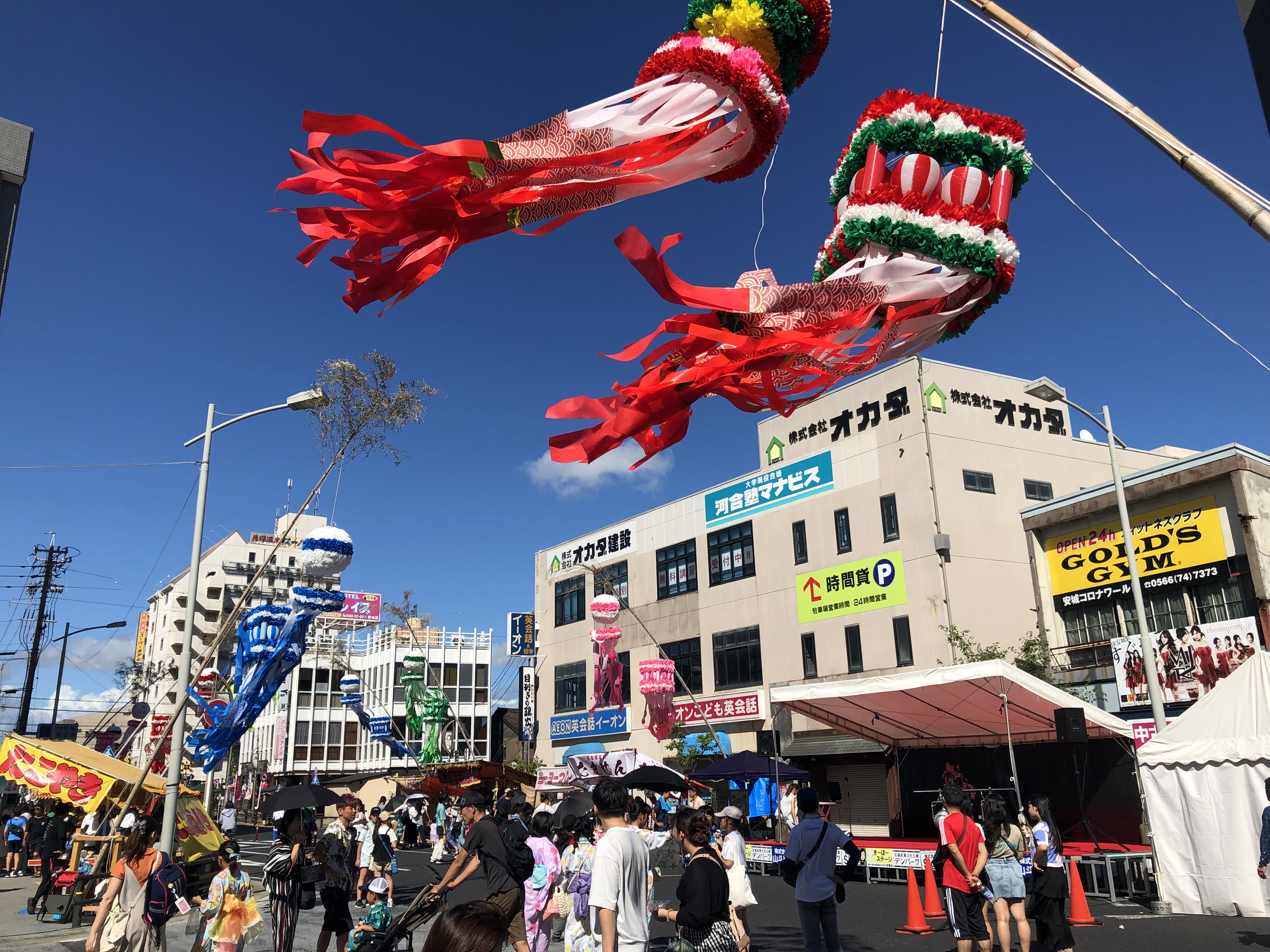
安城七夕まつり

毎年8月の第一金曜日 - 第一日曜日に開催される安城七夕まつりは、安城市で最大の観光資源となっており、開催期間の3日間で100万人を超す人が訪れる。2007年（平成19年）の愛知県の観光統計では、行事・催事としては県全体で4位、三河地方では最も多くの動員を記録している。仙台、平塚と並ぶ日本三大七夕まつりのひとつとされている。
主な祭事
- 安城七夕まつり

### 名産・特産
特産品・名物料理

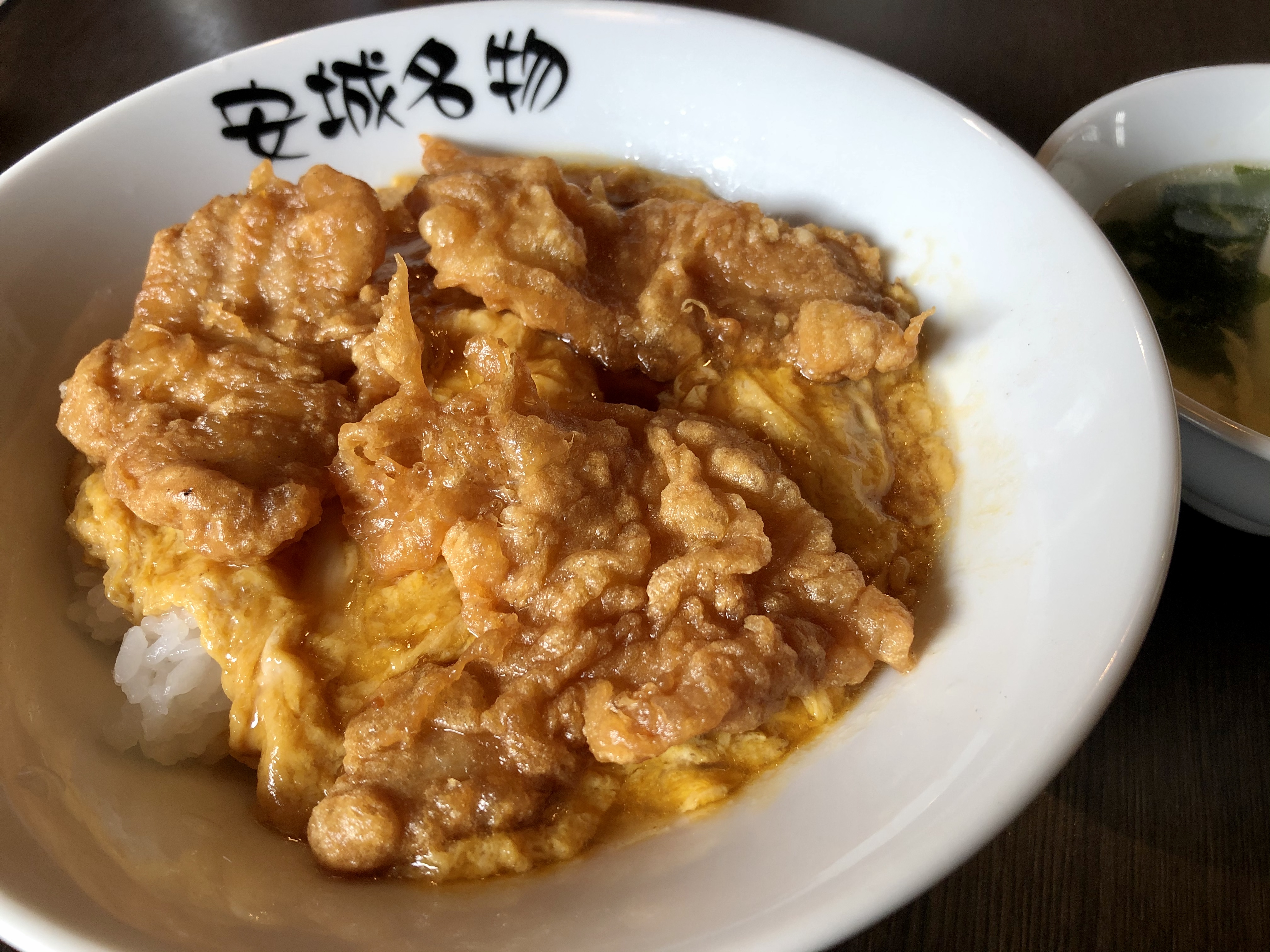
名物料理として知られる北京飯

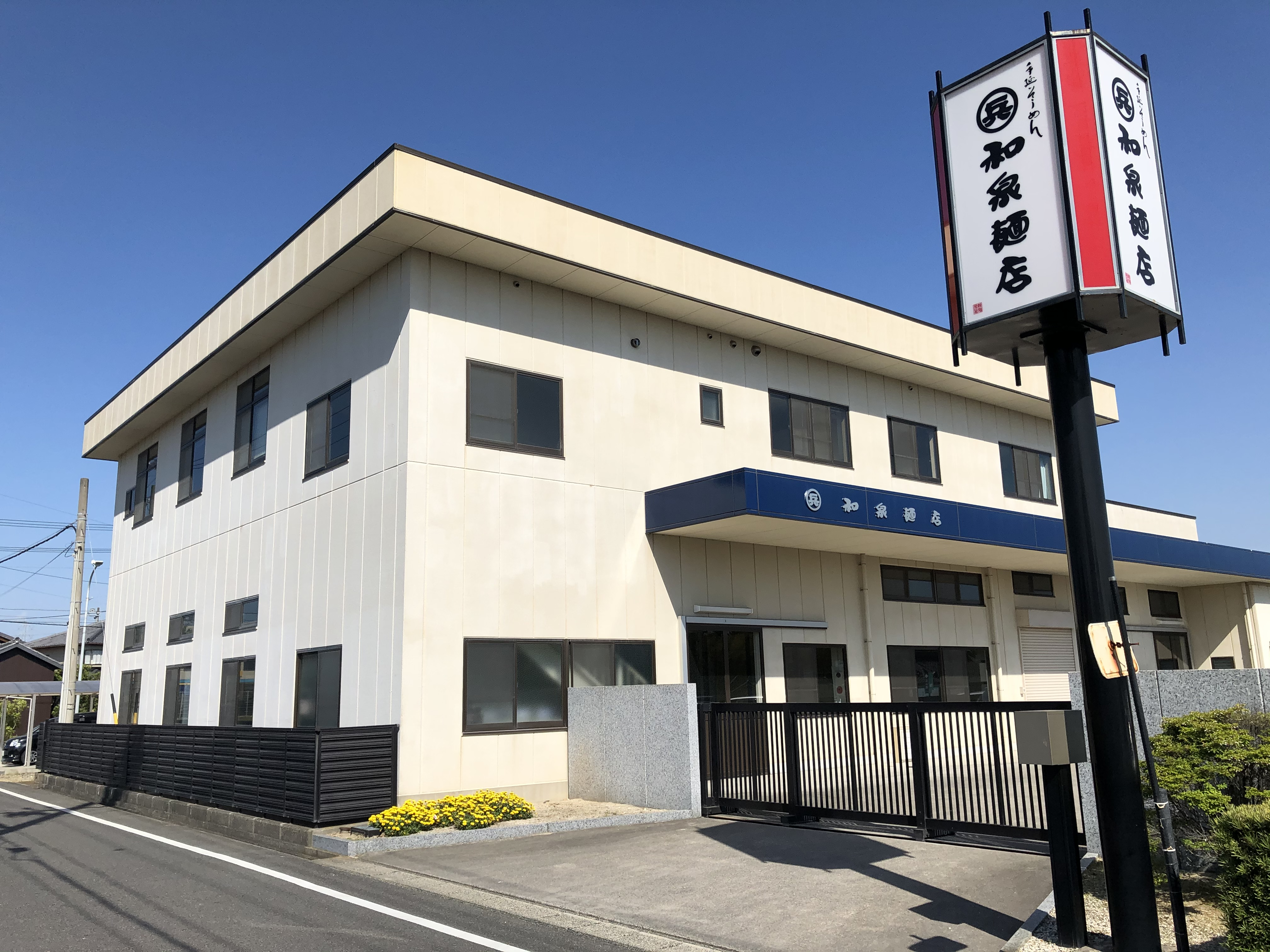
手延べそうめんを生産する和泉麺店

- イチジク - 安城市は県下で最大の生産高をあげる。1930年（昭和5年）頃から碧南市などとともに出荷目的での栽培が始まり、昭和40年代後半から水田の転作用作物として急速に栽培されるようになった[93]。1985年（昭和60年）頃からはジャムやワインなどに製品化がされている。このほか、ナシが市全域で栽培されている。
- そうめん - 市南西部の和泉町で作られる手延べ長そうめん「和泉そうめん」が知られる。約3.6メートルの長さを誇る"日本一長いそうめん"であり、一度乾燥させたそうめんを、夏季の三河湾の湿った風（そうめん風）を使い半生に戻すのが特徴である[注釈 2]。江戸時代中期より伝わる。
- 北京飯 - ふわふわした卵焼きの上に豚肉の唐揚げをのせた丼物。「中国料理 北京本店」（1960年創業）の定番料理として知られ、たびたびメディアに取り上げられる[94][95][96]。「ぺきんはん」と読む。現在は市内の複数の料理店で出されている。

### 伝統芸能
安城市内の三河万歳は東別所町や西別所町で伝わる「別所万歳」と呼ばれるものが室町時代から伝えられてきた。明治時代に入ると、榎前町辺りで尾張萬歳の系統の万歳が興った。戦後、別所万歳は万歳師が少なくなって衰退していったのに対し、榎前町では盛んになっていった。1967年（昭和42年）には三河万歳保存会が発足。しかし、衰退していた別所万歳が由緒正しき三河万歳であると発覚したことから、保存会会員が茨城県在住の別所万歳伝承者に指導を受け、2つの万歳が合わさったものが現在の安城市の三河万歳の形となった。現在、別所系の「神道三河万歳」、尾張系の「御殿万歳」「三曲万歳」の3つの演目が主に演じられている。1995年（平成7年）、西尾市・幸田町とともに三河萬歳（三河万歳）が国の重要無形民俗文化財に指定された。
1964年（昭和39年）、安城市桜井町下谷に伝わる棒の手が愛知県指定無形民俗文化財に指定された。桜井町下谷の棒の手は、永禄3年（1560年）の桶狭間の戦いで総崩れになった今川方の式部太夫某という侍が、桜井に留まって村人に棒の手を教えたことが発祥と伝えられており、「式部流」と呼ばれる。式部流は26種の演目から成り立ち、すべて口伝による伝承が行われてきた。1956年（昭和31年）に保存会が立ち上がり、現在は下谷の小学生高学年が下谷の八幡社や桜井神社の祭礼に向けて指導を受けている。

### 娯楽施設

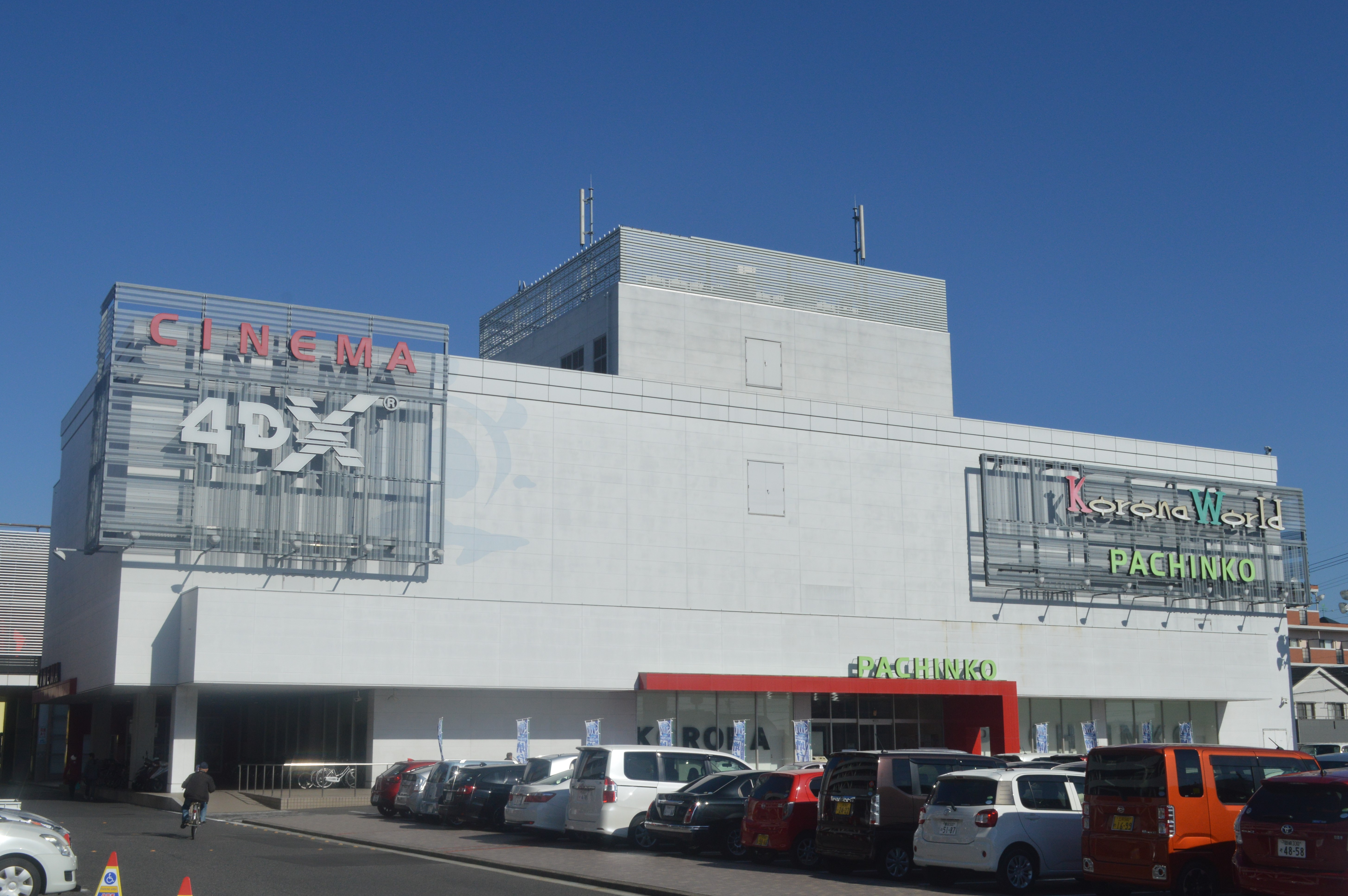
安城コロナワールド

- 安城コロナワールド - 映画館やパチンコ店や天然温泉などを有する複合娯楽施設。
  - 安城コロナシネマワールド - 安城コロナワールドにある映画館（シネコン）。10スクリーン。1995年12月23日オープン。
- 弥生館 - 1980年代まで末広町にあった映画館。
- 安城東映 - 1980年代まで末広町にあった映画館。
- 安城東宝劇場 - 1980年代まで御幸本町にあった映画館。
- 南映会館 - 1960年代まで日ノ出町にあった映画館。
- 桜井映画劇場 - 1960年代まで碧海郡桜井町にあった映画館。

### スポーツ
1950年に開催された愛知国体ではソフトボールの会場に、また1994年のわかしゃち国体では、バスケットボールとソフトボールの会場となった。
愛知国体がきっかけで、安城市ではソフトボール熱が高まり、倉敷紡績安城工場ソフトボール部が国体や全日本大会で優勝。また、安城学園高等学校も1958年の富山国体で優勝するなどした。現在は、日本女子ソフトボールリーグの試合が安城市総合運動公園内のソフトボール場でほぼ毎年開催されている。
バスケットボールでは、実業団のアイシン ウィングス（Wリーグ）が本拠を置いており、安城市体育館（東祥アリーナ安城）やアイシン・エィ・ダブリュ本社敷地内の体育館でも試合が行われる。
刈谷市を本拠地としているシーホース三河は、2019年11月29日に安城市内での新ホームアリーナ建設を発表した。2022年竣工予定で、5000人以上を収容できる施設になる予定である。
| 性別 | 名称                     | 競技種目         | 所属リーグ | 本拠地                           | 運営会社・団体           | 設立   |
| ---- | ------------------------ | ---------------- | ---------- | -------------------------------- | ------------------------ | ------ |
| 女子 | デンソーブライトペガサス | ソフトボール     | JDリーグ   | 安城市総合運動公園ソフトボール場 | デンソー                 | 1960年 |
| 女子 | アイシン ウィングス      | バスケットボール | Wリーグ    | 安城市体育館                     | アイシン・エィ・ダブリュ | 1979年 |

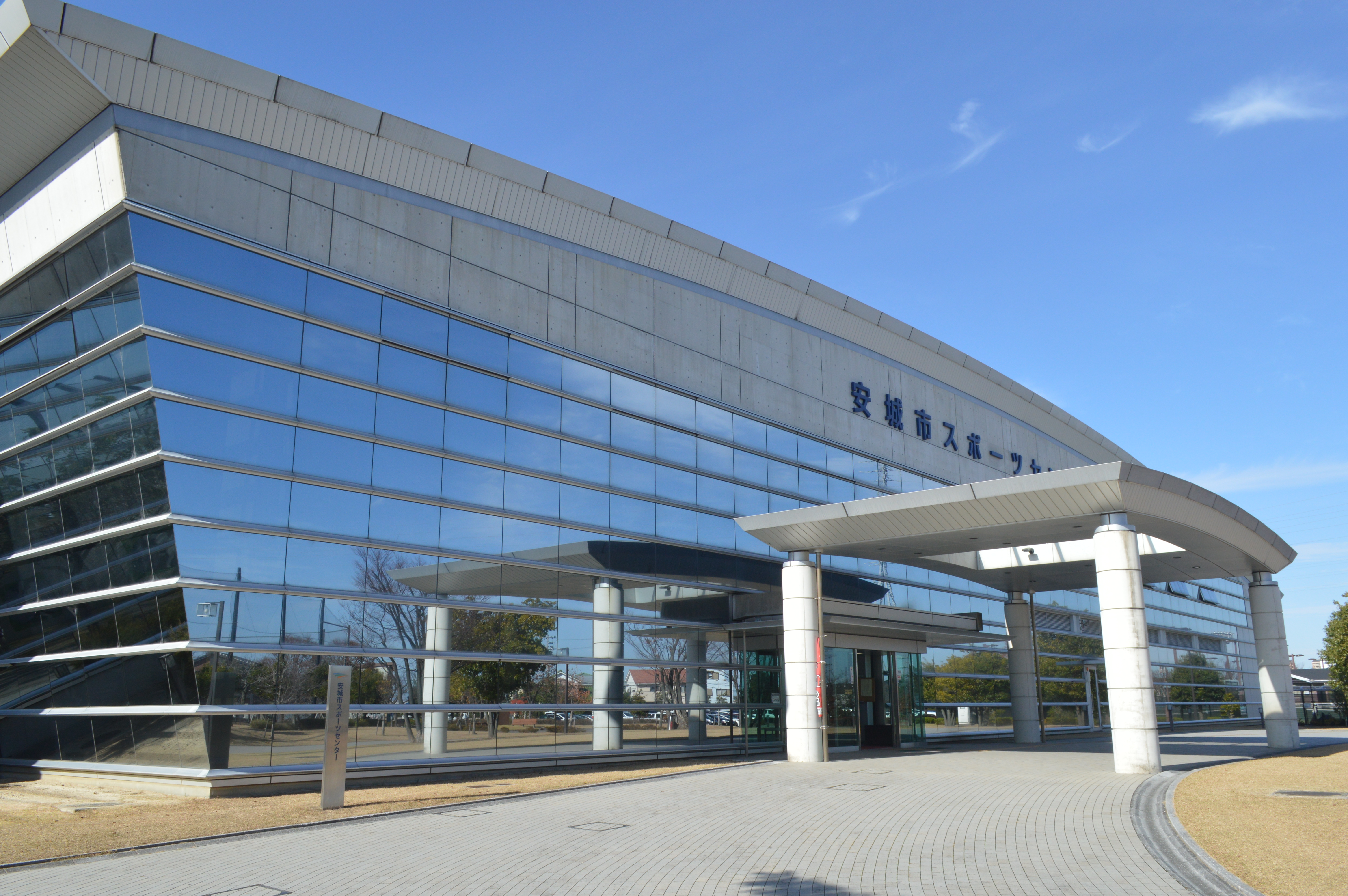
安城市スポーツセンター
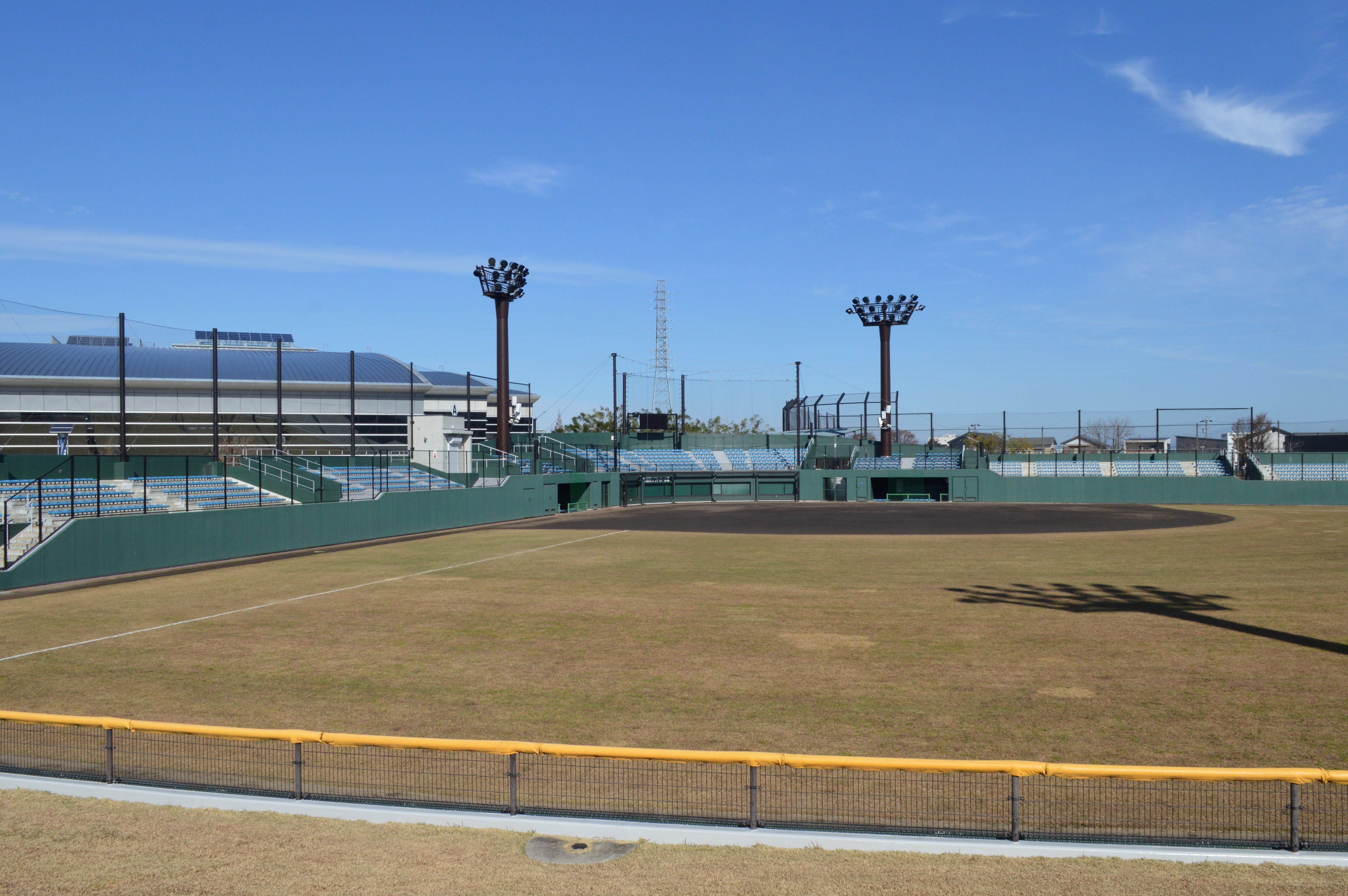
安城市総合運動公園ソフトボール場
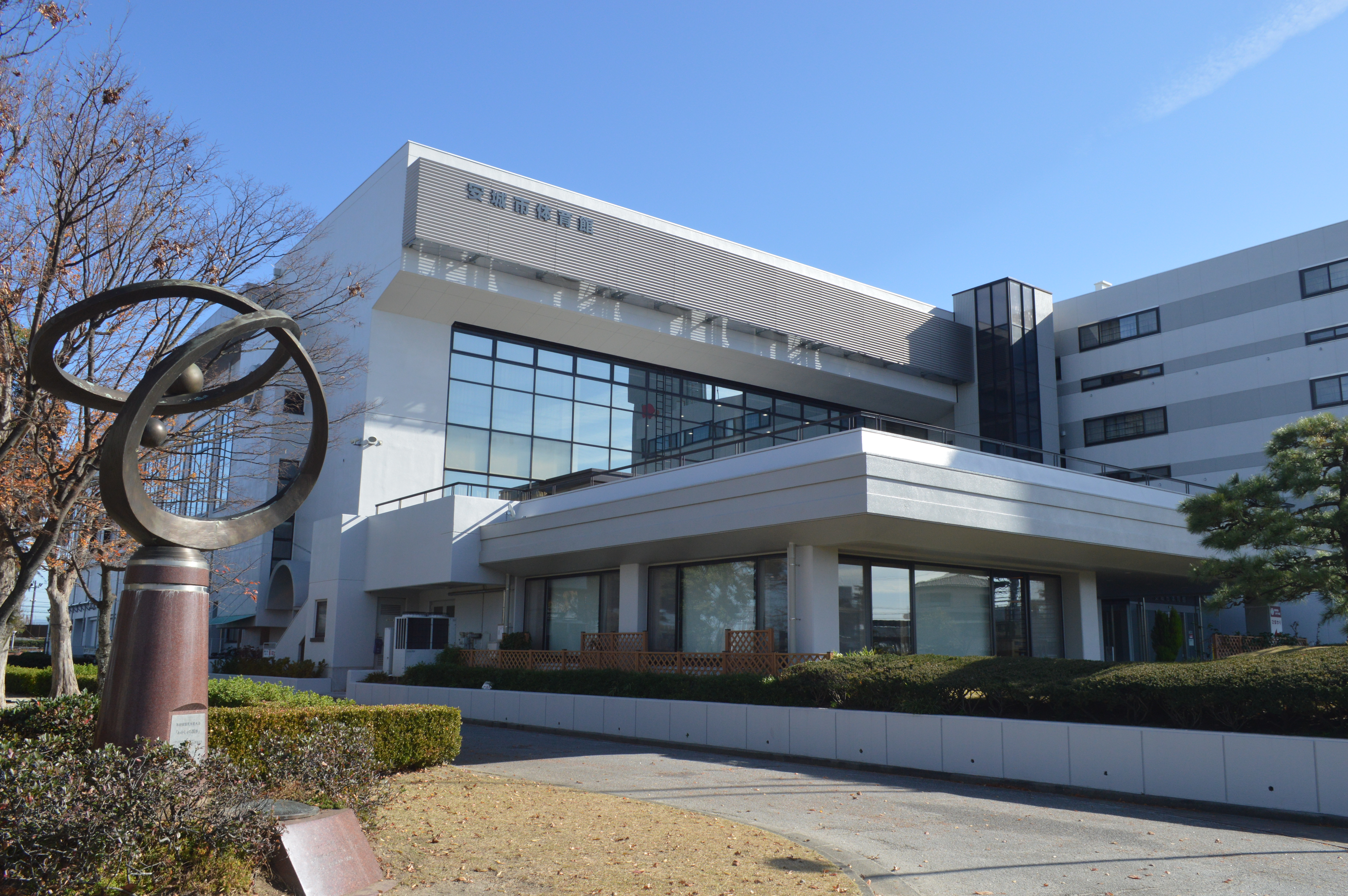
安城市体育館（東祥アリーナ安城）

## 安城市を舞台にした作品
小説
- 『きみに届け。はじまりの歌』[103]

## 出身者

### 戦国武将
- 松平長親 - 安城松平家2代目、徳川家康の高祖父
- 松平清康 - 安城松平家4代目、徳川家康の祖父
- 浅井道忠 - 戦国武将
- 高木清秀 - 戦国武将
- 本多正信 - 戦国武将、江戸幕府大名、老中、徳川家康の参謀

### 政界・官界・財界・学界
- 芦田信 - JCRファーマ創業者・会長兼CEO※生まれは東京都武蔵野町
- 石山志保 - 福井県大野市長
- 岩月理浩[104] - 気象庁次長
- 大見正 - 衆議院議員、愛知県議会議員
- 大見英明 - 生活協同組合コープさっぽろ理事長
- 佐々木月樵 - 仏教学者、大谷大学学長
- 高野鎮雄 - 日本ビクター副社長、「VHSの父」
- 林徹 - 経営学者
- 福山透 - 化学者

安城市長
- 大見為次 - 初代安城市長[105]
- 石原一郎 - 第2代安城市長[105]
- 岩月収二 - 第4代安城市長[105]
- 杉浦正行 - 第5代安城市長[105]
- 神谷学 - 第6代安城市長[105]
- 三星元人 - 第7代安城市長[105]

### スポーツ選手
- 谷本歩実 - 柔道選手、アテネオリンピック・北京オリンピック金メダリスト。
- 谷本育実 - 柔道選手
- 松本昌広 - 柔道選手
- 中野弘幸 - 陸上競技選手
- 河村美幸 - バスケットボール選手
- 森勇人 - サッカー選手
- 森晃太 - サッカー選手
- 宮崎有妃 - プロレスラー
- オカダ・カズチカ - プロレスラー
- 斎藤拓海 - プロレスラー
- 鶴田竜二 - レーシングライダー
- 深谷知広 - 競輪選手
- 片山雄哉 - プロ野球選手
- 倉田邦房 - プロ野球選手
- 中野たむ - プロレスラー
- 御舘透 - 武道家
- 宝山愛 - プロレスラー
- 新美貴士 - キックボクサー

### 芸能・文化
- 石川丈山 - 江戸時代の文人
- 山本正之 - シンガーソングライター
- 城戸光晴 - 俳優
- 日下実男 - 科学評論家
- 寺田真二郎 - 料理研究家
- 田村響 - ピアニスト、ロン＝ティボー国際コンクールピアノ部門優勝（2007年）。
- 黒江美咲 - タレント
- 鈴原あいみ - モデル・タレント
- おおみちとせ - ナレーター
- 山本靖貴 - アニメーター
- 加藤誉樹 - バスケットボール審判員
- ゆめまる - YouTuber、『東海オンエア』のメンバー
- 永井理子 - 女優、モデル
- 小畑優奈 - 元アイドル、YouTuber、パチスロ演者（元SKE48、ONEACE）
- 平山未夢 - 信越放送アナウンサー
- 沖田円 - 小説家